# الطواف النسائي للاتحاد الدولي لكرة المضرب – 2017 (يوليو–سبتمبر)
الطواف النسائي للاتحاد الدولي لكرة المضرب هي نسخة عام 2017 من الجولة الثانية في لعبة كرة المضرب للمحترفات. تنظمها الاتحاد الدولي لكرة المضرب وهي درجة أقل من جولة رابطة محترفات التنس. يتضمن الطواف العالمي لكرة المضرب النسائية برعاية الاتحاد الدولي لكرة المضرب بطولات بجوائز مالية تتراوح من $15،000 إلى $100،000.

## المواسم
| مواسم الطواف العالمي لكرة المضرب النسائية برعاية الاتحاد الدولي لكرة المضرب | مواسم الطواف العالمي لكرة المضرب النسائية برعاية الاتحاد الدولي لكرة المضرب | مواسم الطواف العالمي لكرة المضرب النسائية برعاية الاتحاد الدولي لكرة المضرب | مواسم الطواف العالمي لكرة المضرب النسائية برعاية الاتحاد الدولي لكرة المضرب | مواسم الطواف العالمي لكرة المضرب النسائية برعاية الاتحاد الدولي لكرة المضرب | مواسم الطواف العالمي لكرة المضرب النسائية برعاية الاتحاد الدولي لكرة المضرب | مواسم الطواف العالمي لكرة المضرب النسائية برعاية الاتحاد الدولي لكرة المضرب | مواسم الطواف العالمي لكرة المضرب النسائية برعاية الاتحاد الدولي لكرة المضرب | مواسم الطواف العالمي لكرة المضرب النسائية برعاية الاتحاد الدولي لكرة المضرب | مواسم الطواف العالمي لكرة المضرب النسائية برعاية الاتحاد الدولي لكرة المضرب |
| تسعينيات القرن العشرين                                                      | تسعينيات القرن العشرين                                                      | تسعينيات القرن العشرين                                                      | تسعينيات القرن العشرين                                                      | تسعينيات القرن العشرين                                                      | تسعينيات القرن العشرين                                                      | تسعينيات القرن العشرين                                                      | تسعينيات القرن العشرين                                                      | تسعينيات القرن العشرين                                                      | تسعينيات القرن العشرين                                                      |
| --------------------------------------------------------------------------- | --------------------------------------------------------------------------- | --------------------------------------------------------------------------- | --------------------------------------------------------------------------- | --------------------------------------------------------------------------- | --------------------------------------------------------------------------- | --------------------------------------------------------------------------- | --------------------------------------------------------------------------- | --------------------------------------------------------------------------- | --------------------------------------------------------------------------- |
| 1994                                                                        | 1995                                                                        | 1995                                                                        | 1996                                                                        | 1997                                                                        | 1998                                                                        | 1999                                                                        |                                                                             |                                                                             |                                                                             |
| العقد الأول من القرن 21                                                     |                                                                             |                                                                             |                                                                             |                                                                             |                                                                             |                                                                             |                                                                             |                                                                             |                                                                             |
| 2000                                                                        | 2001                                                                        | 2002                                                                        | 2003                                                                        | 2004                                                                        | 2005                                                                        | 2006                                                                        | 2007                                                                        | 2008 الربع الأول · الربع الثاني · الربع الثالث                              | 2009                                                                        |
| العقد الثاني من القرن 21                                                    |                                                                             |                                                                             |                                                                             |                                                                             |                                                                             |                                                                             |                                                                             |                                                                             |                                                                             |
| 2010 الربع الأول · الربع الثاني · الربع الثالث · الربع الرابع               | 2011 الربع الأول · الربع الثاني · الربع الثالث · الربع الرابع               | 2012 الربع الأول · الربع الثاني · الربع الثالث · الربع الرابع               | 2013 الربع الأول · الربع الثاني · الربع الثالث · الربع الرابع               | 2014 الربع الأول · الربع الثاني · الربع الثالث · الربع الرابع               | 2015 الربع الأول · الربع الثاني · الربع الثالث · الربع الرابع               | 2016 الربع الأول · الربع الثاني · الربع الثالث · الربع الرابع               | 2017 الربع الأول · الربع الثاني · الربع الثالث · الربع الرابع               | 2018 الربع الأول · الربع الثاني · الربع الثالث · الربع الرابع               | 2019 الربع الأول · الربع الثاني · الربع الثالث · الربع الرابع               |
| العقد الثالث من القرن 21                                                    |                                                                             |                                                                             |                                                                             |                                                                             |                                                                             |                                                                             |                                                                             |                                                                             |                                                                             |
| 2020 الربع الأول · الربع الثاني · الربع الثالث · الربع الرابع               | 2021 الربع الأول · الربع الثاني · الربع الثالث · الربع الرابع               | 2022 الربع الأول · الربع الثاني · الربع الثالث · الربع الرابع               | 2023 الربع الأول · الربع الثاني · الربع الثالث · الربع الرابع               | 2024 الربع الأول · الربع الثاني · الربع الثالث · الربع الرابع               | 2025 الربع الأول · الربع الثاني · الربع الثالث · الربع الرابع               |                                                                             |                                                                             |                                                                             |                                                                             |

## المفتاح
| الفئات      |
| بطولات W100 |
| بطولات W80  |
| بطولات W60  |
| بطولات W25  |
| بطولات W15  |

## الأشهر

### يوليو
| الأسبوع  | البطولة | الفائزات                                                         | الوصيفات                                     | المتأهلات لنصف النهائي                      | المتأهلات لربع النهائي                                                             |
| -------- | --- | ---------------------------------------------------------------- | -------------------------------------------- | ------------------------------------------- | ---------------------------------------------------------------------------------- |
| 3 يوليو  | Torneo Internazionale Femminile Antico Tiro a Volo روما، إيطاليا ملعب ترابي $60،000 Singles – Doubles                      | كاتيرينا كوزلوفا 7–6(8–6)، 6–4                                   | ماريانا دوكي مارينيو                         | جيسيكا بييري فيكتوريا توموفا                | سيلفيا سولير إسبينوزا فيكتوريا كامنسكايا مارتينا تريفيسان جورجيا بريشيا            |
| 3 يوليو  | Torneo Internazionale Femminile Antico Tiro a Volo روما، إيطاليا ملعب ترابي $60،000 Singles – Doubles                      | أناستاسيا كوماردينا ناديه بودوروسكا 7–6(7–3)، 6–3                | كويرين ليموين إيفا واكانو                    | جيسيكا بييري فيكتوريا توموفا                | سيلفيا سولير إسبينوزا فيكتوريا كامنسكايا مارتينا تريفيسان جورجيا بريشيا            |
| 3 يوليو  | Open Porte du Hainaut دينين، فرنسا ملعب ترابي $25،000 قرعة المباريات الفردية والزوجية                                      | لينا جيورشيسكا 6–2، 5–7، 7–6(8–6)                                | ماري أوساكا                                  | مانو أركانجيولي فالنتينا إيفاخنينكو         | تشيهيرو موراماتسو أودري ألبي هارموني تان بيليندا وولكوك                            |
| 3 يوليو  | Open Porte du Hainaut دينين، فرنسا ملعب ترابي $25،000 قرعة المباريات الفردية والزوجية                                      | موموكو كوبوري أيانو شيميزو 6–4، 6–3                              | ماتيلد أرمِتانو إليكسان ليتشيميا              | مانو أركانجيولي فالنتينا إيفاخنينكو         | تشيهيرو موراماتسو أودري ألبي هارموني تان بيليندا وولكوك                            |
| 3 يوليو  | دارمشتات، ألمانيا ملعب ترابي $25،000 قرعة المباريات الفردية والزوجية                                                       | أنهيلينا كالينينا 6–2، 0–6، 6–3                                  | برناردا بيرا                                 | أمرا ساديكوفيتش أنستاسيا زاريسكا            | أنطونيا لوتنير ماجدالينا فريتش باربارا هاس ساندرا سمير                             |
| 3 يوليو  | دارمشتات، ألمانيا ملعب ترابي $25،000 قرعة المباريات الفردية والزوجية                                                       | لورا-إيوانا أندريي أنستاسيا زاريسكا 4–6، 7–6(7–5)، [10–3]        | ساندرا سمير كاثينكا فون ديكمان               | أمرا ساديكوفيتش أنستاسيا زاريسكا            | أنطونيا لوتنير ماجدالينا فريتش باربارا هاس ساندرا سمير                             |
| 3 يوليو  | Middelburg، هولندا ملعب ترابي $25،000 قرعة المباريات الفردية والزوجية                                                      | أرانتشا روس 3–6، 6–2، 6–3                                        | فالنتيني جراماتيكوبولو                       | كارولينا موتشوفا ديانا رادانوفيتش           | نينا كرويجير غابرييلا دا سيلفا-فيك ميريل هودت زوي هايفز                            |
| 3 يوليو  | Middelburg، هولندا ملعب ترابي $25،000 قرعة المباريات الفردية والزوجية                                                      | فالنتيني جراماتيكوبولو بيبيان ويجيرس 6–7(8–10)، 7–5، [10–5]      | نايكثا بينز داشا إيفانوفا                    | كارولينا موتشوفا ديانا رادانوفيتش           | نينا كرويجير غابرييلا دا سيلفا-فيك ميريل هودت زوي هايفز                            |
| 3 يوليو  | غوتكسو، إسبانيا ملعب ترابي $25،000 قرعة المباريات الفردية والزوجية                                                         | ميهايلا بوزارنيسكو 2–6، 2–6                                      | ريناتا زارازوا                               | تيساه أندريانجافيتريمو أولغا سايز لارّا      | جوليا غلوشكو فاندا لوكاش ألكساندرينا نايدينوفا باولا بادوسا جيبيرت                 |
| 3 يوليو  | غوتكسو، إسبانيا ملعب ترابي $25،000 قرعة المباريات الفردية والزوجية                                                         | أندريا غاميز ألكساندرينا نايدينوفا 2–6، 4–6                      | كريستينا بوكشا نويللا زيبالوس                | تيساه أندريانجافيتريمو أولغا سايز لارّا      | جوليا غلوشكو فاندا لوكاش ألكساندرينا نايدينوفا باولا بادوسا جيبيرت                 |
| 3 يوليو  | آنينغ، الصين ملعب ترابي $15،000 قرعة المباريات الفردية والزوجية                                                            | يوديس تشونغ 4–6، 6–4، 3–6                                        | تشانغ لينغ                                   | تانغ تشينهوي ني ما زوما                     | يو إكسياودي وي زانلان هي جيانغ تشيهيرو تاكاياما                                    |
| 3 يوليو  | آنينغ، الصين ملعب ترابي $15،000 قرعة المباريات الفردية والزوجية                                                            | فنغ شو لي ييهونغ 3–6، 4–6                                        | جيانغ زيني تانغ تشينهوي                      | تانغ تشينهوي ني ما زوما                     | يو إكسياودي وي زانلان هي جيانغ تشيهيرو تاكاياما                                    |
| 3 يوليو  | شرم الشيخ، مصر ملعب صلب $15،000 قرعة المباريات الفردية والزوجية                                                            | فيرا زفوناريفا 1–6، 7–6(7–4)، 7–5                                | تيريزا ميهاليكوفا                            | بريندا نجوكي ألكسندرا والتيرز               | جاكلين كاباج أواد جينيفر تيموتين فرانشيسكا سيلا أنجلينا زورافليفا                  |
| 3 يوليو  | شرم الشيخ، مصر ملعب صلب $15،000 قرعة المباريات الفردية والزوجية                                                            | كانيكا فيديا أنجلينا زورافليفا 7–5، 6–4                          | فيرينا هوفر فرانشيسكا سيلا                   | بريندا نجوكي ألكسندرا والتيرز               | جاكلين كاباج أواد جينيفر تيموتين فرانشيسكا سيلا أنجلينا زورافليفا                  |
| 3 يوليو  | Amarante، البرتغال ملعب صلب $15،000 قرعة المباريات الفردية والزوجية                                                        | لو جياجينغ 6–4، 6–4                                              | آنا فيسيلينوفيتش                             | ماريا خوسيه لوكي مورينو نوريا باريزاس دياز  | جيسيكا هو لارا ميشيل ماريانا زاكارليوك جورجيا بينتو                                |
| 3 يوليو  | Amarante، البرتغال ملعب صلب $15،000 قرعة المباريات الفردية والزوجية                                                        | ألبا كارييو مارين إينيس مورتا 7–6(7–5)، 3–6، [13–11]             | ماريا ماسيني أولغا باريس أزوكيطيا            | ماريا خوسيه لوكي مورينو نوريا باريزاس دياز  | جيسيكا هو لارا ميشيل ماريانا زاكارليوك جورجيا بينتو                                |
| 3 يوليو  | فوكشاني، رومانيا ملعب ترابي $15،000+H قرعة المباريات الفردية والزوجية                                                      | نيكوليتا داسكالُ 6–2، 6–2                                         | ألكسندرا بيربر                               | ماريا ماتيس مارتينا كولميجنا                | كريستينا دينو أندريا أماليا روشكا كريستينا إيني جورجيا أندريا كراتشون              |
| 3 يوليو  | فوكشاني، رومانيا ملعب ترابي $15،000+H قرعة المباريات الفردية والزوجية                                                      | أوانا غافرلا إيكاترينا كازيونوڤا 6–2، 6–1                        | مارتينا كولميجنا كامليا هريستيا              | ماريا ماتيس مارتينا كولميجنا                | كريستينا دينو أندريا أماليا روشكا كريستينا إيني جورجيا أندريا كراتشون              |
| 3 يوليو  | بروكوبلي، صربيا ملعب ترابي $15،000 قرعة المباريات الفردية والزوجية                                                         | ديسبينا باباميتشايل 3–6، 7–6(7–5)، 6–3                           | مارينا تشيرنيشوفا                            | داريا لوديكوڤا تيانا سباسوييفيتش            | ديا هردجلاش أناستاسيا ديتسيك إليني خريستوفي كارولينا نوڤوتنا                       |
| 3 يوليو  | بروكوبلي، صربيا ملعب ترابي $15،000 قرعة المباريات الفردية والزوجية                                                         | ناتالي سوك كاترينا فانكوفا 6–0، 6–1                              | داريا لوديكوڤا أني فانجيلوڤا                 | داريا لوديكوڤا تيانا سباسوييفيتش            | ديا هردجلاش أناستاسيا ديتسيك إليني خريستوفي كارولينا نوڤوتنا                       |
| 3 يوليو  | إسطنبول، تركيا ملعب ترابي $15،000 قرعة المباريات الفردية والزوجية                                                          | إيكاترين جورجودزي 6–2، 6–1                                       | ساناز ماراند                                 | كارولين روميو ماريام بولكڤادزي              | جوزفين بواليم كريستينا أدمايسكو ميليس سيزر لويز لامبلا                             |
| 3 يوليو  | إسطنبول، تركيا ملعب ترابي $15،000 قرعة المباريات الفردية والزوجية                                                          | ماريام بولكڤادزي إيكاترين جورجودزي 6–1، 6–3                      | بيتيا أرشينكوفا إيبك أوز                     | كارولين روميو ماريام بولكڤادزي              | جوزفين بواليم كريستينا أدمايسكو ميليس سيزر لويز لامبلا                             |
| 10 يوليو | غراند إيست أوبن 88 كونتريكسفيل، فرنسا ملعب ترابي $100،000 الفردي – الزوجي                                                  | جوانا لارسون (تنس) 6–1، 6–4                                      | تاتيانا ماريا                                | يفجينيا رودينا بولين بارمنتييه              | إرينا براء ألكسندرا دولغيرو سارا سوريبس تورمو تمارا كورباتش                        |
| 10 يوليو | غراند إيست أوبن 88 كونتريكسفيل، فرنسا ملعب ترابي $100،000 الفردي – الزوجي                                                  | أناستاسيا كوماردينا إليتسا كوستوفا 6–3، 6–4                      | مانو أركانجيولي Sara Cakarevic               | يفجينيا رودينا بولين بارمنتييه              | إرينا براء ألكسندرا دولغيرو سارا سوريبس تورمو تمارا كورباتش                        |
| 10 يوليو | سبورت11 ليديز أوبن بودابست، هنغاريا ملعب ترابي $100،000 الفردي – الزوجي                                                    | يانا كابلوفا 6–4، 6–3                                            | دانكا كوفينتش                                | فيكتوريا توموفا Kateryna Kozlova            | ماريانا دوكي مارينيو شانتال شكاملوفا إيرينا خروماتشيفا تشالا بويوكاكاتشاي          |
| 10 يوليو | سبورت11 ليديز أوبن بودابست، هنغاريا ملعب ترابي $100،000 الفردي – الزوجي                                                    | ماريانا دوكي مارينيو ماريا إيروغيين 7–6(7–3)، 7–5                | ألكسندرا كرونتش نينا ستويانوفيتش             | فيكتوريا توموفا Kateryna Kozlova            | ماريانا دوكي مارينيو شانتال شكاملوفا إيرينا خروماتشيفا تشالا بويوكاكاتشاي          |
| 10 يوليو | راينرت أوبن فرسمولد، ألمانيا ملعب ترابي $60،000 الفردي – الزوجي                                                            | ميهايلا بوزارنيسكو 6–0، 6–2                                      | باربارا هاس                                  | بيبيان ويجيرس Anastasia Zarycká             | Kimberley Zimmermann Laura Schaeder ريبيكا بيترسون سابينا شاريبوفا                 |
| 10 يوليو | راينرت أوبن فرسمولد، ألمانيا ملعب ترابي $60،000 الفردي – الزوجي                                                            | كاتارينا كيرلاخ Julia Wachaczyk 4–6، 6–1، [10–7]                 | ميسا إجوشي Akiko Omae                        | بيبيان ويجيرس Anastasia Zarycká             | Kimberley Zimmermann Laura Schaeder ريبيكا بيترسون سابينا شاريبوفا                 |
| 10 يوليو | Winnipeg Challenger وينيبيغ، كندا ملعب صلب $25،000 قرعة المباريات الفردية والزوجية                                         | Caroline Dolehide 6–3، 6–4                                       | مايو هيبي                                    | نيكول غيبس Xu Shilin                        | Jessika Ponchet ألكسندرا مولر Miharu Imanishi هيروكو كواتا                         |
| 10 يوليو | Winnipeg Challenger وينيبيغ، كندا ملعب صلب $25،000 قرعة المباريات الفردية والزوجية                                         | هيروكو كواتا فاليريا سافينيخ 6–4، 7–6(7–4)                       | كيمبرلي بيريل Caroline Dolehide              | نيكول غيبس Xu Shilin                        | Jessika Ponchet ألكسندرا مولر Miharu Imanishi هيروكو كواتا                         |
| 10 يوليو | Naiman، الصين ملعب صلب $25،000 قرعة المباريات الفردية والزوجية                                                             | لو جينغجينغ 6–2، 6–1                                             | Karman Kaur Thandi                           | ميابي إنوي قاو شينيو                        | شون فانغيينغ إريكا سما تشنغ ووشوانغ ليو فانجزو                                     |
| 10 يوليو | Naiman، الصين ملعب صلب $25،000 قرعة المباريات الفردية والزوجية                                                             | قاو شينيو شون فانغيينغ 6–7(5–7)، 6–4، [10–8]                     | لو جينغجينغ يو إكسياودي                      | ميابي إنوي قاو شينيو                        | شون فانغيينغ إريكا سما تشنغ ووشوانغ ليو فانجزو                                     |
| 10 يوليو | تورينو، إيطاليا ملعب ترابي $25،000 قرعة المباريات الفردية والزوجية                                                         | ديبورا كييزا 6–3، 2–6، 7–5                                       | ريناتا زارازوا                               | أليز ليم زوي هايفز                          | غيورغيا ماركيتي إلين بويكينز كاميلا سكالا آنا ريموندينا                            |
| 10 يوليو | تورينو، إيطاليا ملعب ترابي $25،000 قرعة المباريات الفردية والزوجية                                                         | إستريلا كابيزا كانديلا باولا كريستينا غونسالفيس 5–7، 6–0، [10–8] | إيرين بوريلو إسكوريهويلا إيفون كافالي ريميرز | أليز ليم زوي هايفز                          | غيورغيا ماركيتي إلين بويكينز كاميلا سكالا آنا ريموندينا                            |
| 10 يوليو | موسكو، روسيا ملعب ترابي $25،000 قرعة المباريات الفردية والزوجية                                                            | أولغا يانتشوك 4–6، 6–0، 7–6(7–5)                                 | فالنتينا إيفاخنكو                            | أولغا بوتشكوفا جوليا جاتو مونتيكوني         | ألكسندرا بانوفا أناستازيا فرولوفا أناستازيا بيفوفاروفا فاليريا ستراكوفا            |
| 10 يوليو | موسكو، روسيا ملعب ترابي $25،000 قرعة المباريات الفردية والزوجية                                                            | أكجول أمانمورادوف فالنتينا إيفاخنكو 6–4، 6–2                     | كرمن إيلونا إيرينا شيمانوفيتش                | أولغا بوتشكوفا جوليا جاتو مونتيكوني         | ألكسندرا بانوفا أناستازيا فرولوفا أناستازيا بيفوفاروفا فاليريا ستراكوفا            |
| 10 يوليو | كنوك، بلجيكا ملعب ترابي $15،000 قرعة المباريات الفردية والزوجية                                                            | ميريام بيوركلاند 6–3، 6–4                                        | ماري تيمين                                   | نينا أليباليتش أكسانا مارين                 | كاثرين شانتراين أليس رامي لونا ميرس لويزا ستيفاني                                  |
| 10 يوليو | كنوك، بلجيكا ملعب ترابي $15،000 قرعة المباريات الفردية والزوجية                                                            | كوين جليسون لويزا ستيفاني 6–4، 7–5                               | ليوني كونغ أكسانا مارين                      | نينا أليباليتش أكسانا مارين                 | كاثرين شانتراين أليس رامي لونا ميرس لويزا ستيفاني                                  |
| 10 يوليو | بطولة تورنيو الدولية للتنس كامبوس دو جورداو كامبوس دو جورداو، البرازيل ملعب صلب $15،000 قرعة المباريات الفردية والزوجية    | غابرييلا سي 6–4، 7–6(7–3)                                        | غيليرمينا نايا                               | أندريا رينيه فيارريال أكيلا جيمس            | كاميلا روميرو لارا إسكوريزا باربرا غاتيكا ناتالي كوراتا                            |
| 10 يوليو | بطولة تورنيو الدولية للتنس كامبوس دو جورداو كامبوس دو جورداو، البرازيل ملعب صلب $15،000 قرعة المباريات الفردية والزوجية    | إنغريد غامارا مارتينز كاميلا جيانجريكو كامبيز 6–3، 7–6(7–1)      | ناتالي كوراتا ريبيكا بيريرا                  | أندريا رينيه فيارريال أكيلا جيمس            | كاميلا روميرو لارا إسكوريزا باربرا غاتيكا ناتالي كوراتا                            |
| 10 يوليو | شرم الشيخ، مصر ملعب صلب $15،000 قرعة المباريات الفردية والزوجية                                                            | جاكلين كاباج أواد 4–6، 6–3، 6–1                                  | رامو أويدا                                   | أرليندا روشتي ميار شريف                     | كليمانس فايل آنا بيانكا ميهالا جينيفر تيموتين لميس الحسين عبد العزيز               |
| 10 يوليو | شرم الشيخ، مصر ملعب صلب $15،000 قرعة المباريات الفردية والزوجية                                                            | روتوجا بسالي كانيكا فايديا 6–2، 6–4                              | ليندا برينكوفيتش يلينا ستويانوفيتش           | أرليندا روشتي ميار شريف                     | كليمانس فايل آنا بيانكا ميهالا جينيفر تيموتين لميس الحسين عبد العزيز               |
| 10 يوليو | تلاوي المفتوحة تلاوي، جورجيا ملعب ترابي $15،000 قرعة المباريات الفردية والزوجية                                            | إيكاترين جورجودزي 6–2، 6–0                                       | مارجو بوفي                                   | تاتيا ميكادزي فاسيليسا أبوناسينكو           | أولكساندرا بيسكون مارتينا كولميجنا آنا سيسكوفا ماريام بولكفادزي                    |
| 10 يوليو | تلاوي المفتوحة تلاوي، جورجيا ملعب ترابي $15،000 قرعة المباريات الفردية والزوجية                                            | بولينا بيخوفا ماريا سولنيشكينا 6–2، 1–6، [10–7]                  | ماريام بولكفادزي إيكاترين جورجودزي           | تاتيا ميكادزي فاسيليسا أبوناسينكو           | أولكساندرا بيسكون مارتينا كولميجنا آنا سيسكوفا ماريام بولكفادزي                    |
| 10 يوليو | أمستلفين، هولندا ملعب ترابي $15،000 قرعة المباريات الفردية والزوجية                                                        | ليزا ماتفيينكو 7–6(7–5)، 6–2                                     | آنا صوفيا سانشيز                             | ميلاني كلافنير ديانا شوموفا                 | ميريل هودت لورا هاينريكس سوزان لامينس سامانثا هاريس                                |
| 10 يوليو | أمستلفين، هولندا ملعب ترابي $15،000 قرعة المباريات الفردية والزوجية                                                        | داشا إيفانوفا روزالي فان دير هوك 6–4، 6–4                        | إميلي أربوثنوت بيليندا وولكوك                | ميلاني كلافنير ديانا شوموفا                 | ميريل هودت لورا هاينريكس سوزان لامينس سامانثا هاريس                                |
| 10 يوليو | Cantanhede، البرتغال أرضية عشبية $15،000 قرعة المباريات الفردية والزوجية                                                   | شيليد لوهان 6–2، 4–6، 6–1                                        | أليسيا بارنيت                                | نوريا باريزاس دياز مارينا باسولس ريبيرا     | ماريا جواو كوهلر هيلين بيليكانو جيسيكا هو كلاوديا غاسبار                           |
| 10 يوليو | Cantanhede، البرتغال أرضية عشبية $15،000 قرعة المباريات الفردية والزوجية                                                   | ماريا ماسيني أولغا باريس أزكويتا 3–6، 6–3، [10–4]                | ماتيلد أرموتونو إينيس مورتا                  | نوريا باريزاس دياز مارينا باسولس ريبيرا     | ماريا جواو كوهلر هيلين بيليكانو جيسيكا هو كلاوديا غاسبار                           |
| 10 يوليو | بروكوبلي، صربيا ملعب ترابي $15،000 قرعة المباريات الفردية والزوجية                                                         | أوانا جافريلا 6–4، 6–3                                           | تمارا تشروفيتش                               | كريستينا أوستوييتش داريا لوديغوفا           | ساتسوكي تاكامورا كاترينا آداموفيتش مارينا تشيرنيشوفا ماريا ماتيس                   |
| 10 يوليو | بروكوبلي، صربيا ملعب ترابي $15،000 قرعة المباريات الفردية والزوجية                                                         | مارينا تشيرنيشوفا داريا لوديغوفا 3–6، 6–4، [10–4]                | ناتالي سوك كاترينا فانكوفا                   | كريستينا أوستوييتش داريا لوديغوفا           | ساتسوكي تاكامورا كاترينا آداموفيتش مارينا تشيرنيشوفا ماريا ماتيس                   |
| 10 يوليو | هوا هين، تايلاند ملعب صلب $15،000 قرعة المباريات الفردية والزوجية                                                          | ميكايلا هايت 6–2، 6–7(5–7)، 7–5                                  | هسو تشيه يو                                  | ناومي تشونغ كيم سي هيون                     | فرنيا وونجتينتشاي أليكساندرا بوزوفيتش أبيتشايا رونجليردكريانغكراي نودنيدا لوانجنام |
| 10 يوليو | هوا هين، تايلاند ملعب صلب $15،000 قرعة المباريات الفردية والزوجية                                                          | بياتريس جوموليا جيسي رومبيس 6–2، 6–1                             | نودنيدا لوانجنام فرنيا وونجتينتشاي           | ناومي تشونغ كيم سي هيون                     | فرنيا وونجتينتشاي أليكساندرا بوزوفيتش أبيتشايا رونجليردكريانغكراي نودنيدا لوانجنام |
| 17 يوليو | كأس الرئاسة آستانا، كازاخستان ملعب صلب 100٬000 دولار +H فردي – زوجي                                                        | تشينغ شواي 6–3، 6–4                                              | يساليني بونافنتور                            | فيفيان هايسن ناتيلا دزالاميدزه              | ماري بوزكوفا ناتاليا كوستيتش فيرونيكا كوديرميتوفا نايومي برودي                     |
| 17 يوليو | كأس الرئاسة آستانا، كازاخستان ملعب صلب 100٬000 دولار +H فردي – زوجي                                                        | ناتيلا دزالاميدزه فيرونيكا كوديرميتوفا 6–2، 6–0                  | يساليني بونافنتور نايومي برودي               | فيفيان هايسن ناتيلا دزالاميدزه              | ماري بوزكوفا ناتاليا كوستيتش فيرونيكا كوديرميتوفا نايومي برودي                     |
| 17 يوليو | ITS Cup أولوموتس، جمهورية التشيك ملعب ترابي 80٬000 دولار +H فردي – زوجي                                                    | برناردا بيرا 7–5، 6–4، 3–6                                       | كريستينا بليسكوفا                            | دينيسا أليرتوفا ميكايلا أونتشوفا            | ريبيكا بيترسون لوسي هراديكا جيسيكا ماليتشكوفا ريتشل هوجينكامب                      |
| 17 يوليو | ITS Cup أولوموتس، جمهورية التشيك ملعب ترابي 80٬000 دولار +H فردي – زوجي                                                    | أماندين هيس Victoria Rodríguez 3–6، 2–6، [6–10]                  | ميكايلا أونتشوفا رالوكا جيورجيانا سيربان     | دينيسا أليرتوفا ميكايلا أونتشوفا            | ريبيكا بيترسون لوسي هراديكا جيسيكا ماليتشكوفا ريتشل هوجينكامب                      |
| 17 يوليو | Bursa Cup بورصة (مدينة)، تركيا ملعب ترابي $60،000 Singles – Doubles                                                        | صوفيا زهوك 4–6، 6–3، 7–6(7–5)                                    | ايبك سويلو                                   | أنكيتا راينا فالنتينا إيفاكنينكو            | أيلا أكسو ديانا رادانوفيتش غانا بوزنيخيرينكو دايانا يستريمسكا                      |
| 17 يوليو | Bursa Cup بورصة (مدينة)، تركيا ملعب ترابي $60،000 Singles – Doubles                                                        | فالنتينا إيفاكنينكو أناستاسيا فاسيليفا 6–3، 5–7، [10–1]          | ديا هردجلاش ألكسندرا بوسبيلوفا               | أنكيتا راينا فالنتينا إيفاكنينكو            | أيلا أكسو ديانا رادانوفيتش غانا بوزنيخيرينكو دايانا يستريمسكا                      |
| 17 يوليو | Stockton Challenger ستوكتون، الولايات المتحدة ملعب صلب $60،000 Singles – Doubles                                           | صوفيا كينين 6–0، 6–1                                             | آشلي كراتزير                                 | أجلا توملجانوفيتش جيمي لوبي                 | إيرينا فالكوني فرانشيسكا دي لورينزو شو شيلين أماندا أنيسيموفا                      |
| 17 يوليو | Stockton Challenger ستوكتون، الولايات المتحدة ملعب صلب $60،000 Singles – Doubles                                           | أوسوي مايتان أركونادا صوفيا كينين 4–6، 6–1، [10–5]               | تامي باترسون شانيل سيموندز                   | أجلا توملجانوفيتش جيمي لوبي                 | إيرينا فالكوني فرانشيسكا دي لورينزو شو شيلين أماندا أنيسيموفا                      |
| 17 يوليو | Challenger de Gatineau غاتينو (كيبك)، كندا ملعب صلب $25،000 قرعة المباريات الفردية والزوجية                                | ألكسندرا فوزنياك 7–6(7–4)، 6–4                                   | إيلين بيريز                                  | سارة-ريبيكا سيكوليتش بريسيلا هون            | سامانثا موري أليخسا غواراتشي مايو هيبي مارسيلا زكرياس                              |
| 17 يوليو | Challenger de Gatineau غاتينو (كيبك)، كندا ملعب صلب $25،000 قرعة المباريات الفردية والزوجية                                | هيروكو كواتا فاليريا سافينيخ 4–6، 6–3، [10–5]                    | كيمبرلي بيريل إميلي ويبلي سميث               | سارة-ريبيكا سيكوليتش بريسيلا هون            | سامانثا موري أليخسا غواراتشي مايو هيبي مارسيلا زكرياس                              |
| 17 يوليو | تيانجين حديقة الصناعة الصحية تيانجين، الصين ملعب صلب $25،000 قرعة المباريات الفردية والزوجية                               | وانغ يافان 6–4، 6–2                                              | تشو لين                                      | لو جياجينغ ليو فانجزو                       | غاو شينيو لو جينغجينغ بينجتارن بليبويتش هان نا-لاي                                 |
| 17 يوليو | تيانجين حديقة الصناعة الصحية تيانجين، الصين ملعب صلب $25،000 قرعة المباريات الفردية والزوجية                               | جيانغ شينيو تانغ تشيانهوى 6–4، 6–1                               | ليو تشانغ لو جياجينغ                         | لو جياجينغ ليو فانجزو                       | غاو شينيو لو جينغجينغ بينجتارن بليبويتش هان نا-لاي                                 |
| 17 يوليو | أشافنبورغ، ألمانيا ملعب ترابي $25،000 قرعة المباريات الفردية والزوجية                                                      | كاثارينا هوغباسكي 7–5، 6–4                                       | إيفون كافال رييمرس                           | ميسا إجوشي كيمبرلي زيمرمان                  | إيرين بورييو إسكوريهويلا ليزا ماتفيينكو نينا أليباليتش لينا ريفر                   |
| 17 يوليو | أشافنبورغ، ألمانيا ملعب ترابي $25،000 قرعة المباريات الفردية والزوجية                                                      | كاثارينا هوغباسكي جوليا واشازاتشك 6–3، 2–6، [10–3]               | يوكي كريستينا تشيانغ ليزا بونومار            | ميسا إجوشي كيمبرلي زيمرمان                  | إيرين بورييو إسكوريهويلا ليزا ماتفيينكو نينا أليباليتش لينا ريفر                   |
| 17 يوليو | إيمولا، إيطاليا سجادة $25،000 قرعة المباريات الفردية والزوجية                                                              | فيكتوريا كوزموفا 6–3، 6–3                                        | ستيفانيا روبيني                              | إستريلا كابيزا كانديلا غريتا أرن            | إليكسان ليكيميا مانكا بيسلاك لودميلا سامسونوڤا شيرازاد ريكس                        |
| 17 يوليو | إيمولا، إيطاليا سجادة $25،000 قرعة المباريات الفردية والزوجية                                                              | إستريلا كابيزا كانديلا باولا كريستينا غونسالفيس 6–3، 1–6، [10–3] | إليني كوردوليمي سيوني مينديز                 | إستريلا كابيزا كانديلا غريتا أرن            | إليكسان ليكيميا مانكا بيسلاك لودميلا سامسونوڤا شيرازاد ريكس                        |
| 17 يوليو | بروكسل، بلجيكا ملعب ترابي $15،000 قرعة المباريات الفردية والزوجية                                                          | آنا صوفيا سانشيز 3–6، 6–4، 6–1                                   | ميريام بيوركلاند                             | لويزا ستيفاني إليونورا مولينارو             | أكسانا ماريان إيناس إيبو كوين جليسون ديبورا كيرفس                                  |
| 17 يوليو | بروكسل، بلجيكا ملعب ترابي $15،000 قرعة المباريات الفردية والزوجية                                                          | كوين جليسون لويزا ستيفاني 6–3، 6–2                               | بريسيلا هيز ديبورا كيرفس                     | لويزا ستيفاني إليونورا مولينارو             | أكسانا ماريان إيناس إيبو كوين جليسون ديبورا كيرفس                                  |
| 17 يوليو | شرم الشيخ، مصر ملعب صلب $15،000 قرعة المباريات الفردية والزوجية                                                            | جاكلين كاباج أواد 6–7(4–7)، 7–5، 6–4                             | ميار شريف                                    | روتوجا بسالي أرليندا روشيت                  | إيفا سيسكا تشاو شياوكسي فيديريكا براتي كليمونس فايل                                |
| 17 يوليو | شرم الشيخ، مصر ملعب صلب $15،000 قرعة المباريات الفردية والزوجية                                                            | روتوجا بسالي ميار شريف 3–6، 6–3، [10–5]                          | تشين بيه-هسون وو فانغ-هسين                   | روتوجا بسالي أرليندا روشيت                  | إيفا سيسكا تشاو شياوكسي فيديريكا براتي كليمونس فايل                                |
| 17 يوليو | ترجو جيو، رومانيا ملعب ترابي $15،000 قرعة المباريات الفردية والزوجية                                                       | غايا سانيسي 6–1، 6–2                                             | ميريام بيانكا بولغارو                        | فيديريكا بيلاردو ميشيلي ألكسندرا زماو       | ريا بهاتيا إيوانا مينكا ماريا ماتياس غابرييلا تلابا                                |
| 17 يوليو | ترجو جيو، رومانيا ملعب ترابي $15،000 قرعة المباريات الفردية والزوجية                                                       | سامانثا هاريس بيليندا وولكوك 0–6، 6–4، [10–4]                    | فيديريكا بيلاردو ميشيلي ألكسندرا زماو        | فيديريكا بيلاردو ميشيلي ألكسندرا زماو       | ريا بهاتيا إيوانا مينكا ماريا ماتياس غابرييلا تلابا                                |
| 17 يوليو | دون بينيتو، إسبانيا ملعب عشبي $15،000 قرعة المباريات الفردية والزوجية                                                      | ليزا سابينو 6–1، 6–2                                             | ماريا خوسيه لوكي مورينو                      | غابرييلا تايلور هيلين بيليكانو              | كانا دانييل شينيد لوهان أولغا باريس أزكويتا ماريا جواو كوهلر                       |
| 17 يوليو | دون بينيتو، إسبانيا ملعب عشبي $15،000 قرعة المباريات الفردية والزوجية                                                      | ماريا مازيني أولغا باريس أزكويتا 6–3، 6–3                        | ميا إكلوند غابرييلا تايلور                   | غابرييلا تايلور هيلين بيليكانو              | كانا دانييل شينيد لوهان أولغا باريس أزكويتا ماريا جواو كوهلر                       |
| 17 يوليو | هوا هين، تايلاند ملعب صلب $15،000 قرعة المباريات الفردية والزوجية                                                          | لي هوا-تشين 6–2، 3–0، انسحاب                                     | بونيواي ثامشايوات                            | دروثي تاتاشار فينوجوبال باتشارين تشيبشانديج | فاطمة النبهاني مايكيلا هايت ريسا أوشيجيما ماسة جوفانوفيتش                          |
| 17 يوليو | هوا هين، تايلاند ملعب صلب $15،000 قرعة المباريات الفردية والزوجية                                                          | نودنيدا لوانجنام فرنيا وونجتينتشاي 6–2، 7–6(7–5)                 | باتشارين تشيبشانديج هان سونغ هي              | دروثي تاتاشار فينوجوبال باتشارين تشيبشانديج | فاطمة النبهاني مايكيلا هايت ريسا أوشيجيما ماسة جوفانوفيتش                          |
| 24 يوليو | Advantage Cars Prague Open براغ، جمهورية التشيك ملعب ترابي $80٬000 Singles – Doubles                                       | ماركيتا فوندروسوفا 7–5، 6–1                                      | كارولينا موتشوفا                             | Denisa Allertová Camilla Rosatello          | شانتال شكاملوفا أنهيلينا كالينينا أمرا ساديكوفيتش دايانا يستريمسكا                 |
| 24 يوليو | Advantage Cars Prague Open براغ، جمهورية التشيك ملعب ترابي $80٬000 Singles – Doubles                                       | أناستازيا بوتابوفا دايانا يستريمسكا 6–2، 6–2                     | ميهايلا بوزارنيسكو Alona Fomina              | Denisa Allertová Camilla Rosatello          | شانتال شكاملوفا أنهيلينا كالينينا أمرا ساديكوفيتش دايانا يستريمسكا                 |
| 24 يوليو | Challenger de Granby غرانبي، كندا ملعب صلب $60٬000 Singles – Doubles                                                       | كريستيانا فيراندو 6–2، 6–3                                       | Katherine Sebov                              | Jessika Ponchet ماري بوزكوفا                | مايو هيبي سارة ريبيكا سيكوليك أن صوفي ميستاتش كاتي بولتر                           |
| 24 يوليو | Challenger de Granby غرانبي، كندا ملعب صلب $60٬000 Singles – Doubles                                                       | إيلين بيريز كارول تشاو 6–2، 6–2                                  | أليكسا جواراشي أوليفيا تجاندراموليا          | Jessika Ponchet ماري بوزكوفا                | مايو هيبي سارة ريبيكا سيكوليك أن صوفي ميستاتش كاتي بولتر                           |
| 24 يوليو | إف إس بي غولد ريفر وومنز تشالنجر ساكرامنتو، الولايات المتحدة ملعب صلب $60،000 فردي – زوجي                                  | أماندا أنيسيموفا Walkover                                        | أجلا توملجانوفيتش                            | صوفيا كينين كريستي آهن                      | جينيفر برادي إيرينا فالكوني شانيل سيموندز دانيال كولينز                            |
| 24 يوليو | إف إس بي غولد ريفر وومنز تشالنجر ساكرامنتو، الولايات المتحدة ملعب صلب $60،000 فردي – زوجي                                  | ديزراي كراوتشيك جوليانا أولموس 6–1، 6–2                          | جوفانا جاكسيك فيرا لابكو                     | صوفيا كينين كريستي آهن                      | جينيفر برادي إيرينا فالكوني شانيل سيموندز دانيال كولينز                            |
| 24 يوليو | هورب أم نيكار، ألمانيا ملعب ترابي $25،000 قرعة المباريات الفردية والزوجية                                                  | باتي شنايدر 6–3، 6–1                                             | كوني بيرين                                   | ليسلي كيرخوف ميسا إجوشي                     | أولغا يانتشوك جوليا جربر جوليا واشاتسيك ريبيكا ماساروفا                            |
| 24 يوليو | هورب أم نيكار، ألمانيا ملعب ترابي $25،000 قرعة المباريات الفردية والزوجية                                                  | ليسلي كيرخوف بيبيان ويجيرس 7–5، 6–3                              | آغنيس بوكطا إيزابيلا شنيكوفا                 | ليسلي كيرخوف ميسا إجوشي                     | أولغا يانتشوك جوليا جربر جوليا واشاتسيك ريبيكا ماساروفا                            |
| 24 يوليو | هوا هين، تايلاند ملعب صلب $25،000 قرعة المباريات الفردية والزوجية                                                          | لوكسيكا كومخوم 7–5، 6–7(4–7)، 6–3                                | أليسا كليبانوفا                              | نايكثا بينز كيكا أوكامورا                   | كاميلا كيريمبايفا كارمن كاور ثاندي يانا سيزيكوفا باتشارين شابشاندج                 |
| 24 يوليو | هوا هين، تايلاند ملعب صلب $25،000 قرعة المباريات الفردية والزوجية                                                          | لوكسيكا كومخوم كسينيا ألكان 6–3، 2–6، [14–12]                    | نايكثا بينز كارين كينيل                      | نايكثا بينز كيكا أوكامورا                   | كاميلا كيريمبايفا كارمن كاور ثاندي يانا سيزيكوفا باتشارين شابشاندج                 |
| 24 يوليو | بطولة التنس الدولية كامبوس دو جوردو كامبوس دو جوردو، البرازيل ملعب صلب $15،000 قرعة المباريات الفردية والزوجية             | ناثالي كوراتا 7–6(9–7)، 6–4                                      | غابرييلا سي                                  | باربارا غاتيكا تايسا جرانا بيدريتي          | إنغريد جامارا مارتينز أندريا رينيه فيلاريال لارا إسكوريزا غيليرمينا نايا           |
| 24 يوليو | بطولة التنس الدولية كامبوس دو جوردو كامبوس دو جوردو، البرازيل ملعب صلب $15،000 قرعة المباريات الفردية والزوجية             | غابرييلا سي تايسا جرانا بيدريتي 7–5، 6–4                         | ناثالي كوراتا إدواردا بياي                   | باربارا غاتيكا تايسا جرانا بيدريتي          | إنغريد جامارا مارتينز أندريا رينيه فيلاريال لارا إسكوريزا غيليرمينا نايا           |
| 24 يوليو | شرم الشيخ، مصر ملعب صلب $15،000 قرعة المباريات الفردية والزوجية                                                            | إيليني كوردولايمي 6–4، 3–6، 6–2                                  | ميار شريف                                    | تشين بي-هسوان رَامو ويدا                     | إلينا فيخيريانوفا نيكا شيتكوسكايا آنا بيانكا ميهايلا فاليريا بهونو                 |
| 24 يوليو | شرم الشيخ، مصر ملعب صلب $15،000 قرعة المباريات الفردية والزوجية                                                            | تشين بي-هسوان وو فانغ-هسين 6–2، 6–1                              | آنا بيانكا ميهايلا تشاو شياوكسي              | تشين بي-هسوان رَامو ويدا                     | إلينا فيخيريانوفا نيكا شيتكوسكايا آنا بيانكا ميهايلا فاليريا بهونو                 |
| 24 يوليو | بارنو، إستونيا ملعب ترابي $15،000 قرعة المباريات الفردية والزوجية                                                          | كايا كانيبي 6–1، 6–0                                             | بولينا غولوبوفسكايا                          | كاتيارينا بولينكا لورا غولبي                | ماريا سولنيشكينا أميلي إنترت صوفيا غولوبوفسكايا صوفيا إنترت                        |
| 24 يوليو | بارنو، إستونيا ملعب ترابي $15،000 قرعة المباريات الفردية والزوجية                                                          | كريستينا آداميسكو بولينا تشارنِك 6–3، 3–6، [10–5]                 | بولينا غولوبوفسكايا صوفيا غولوبوفسكايا       | كاتيارينا بولينكا لورا غولبي                | ماريا سولنيشكينا أميلي إنترت صوفيا غولوبوفسكايا صوفيا إنترت                        |
| 24 يوليو | تامبيري المفتوحة تامبيري، فنلندا ملعب ترابي $15،000 قرعة المباريات الفردية والزوجية                                        | مونيكا كيلناروفا 7–6(7–5)، 6–7(5–7)، 6–4                         | ماري بينوا                                   | كلوتيلد دي برناردي إستيل كاسينو             | بويانا مارينكوفيتش دايانا نيغرينو كريستينا شميدلوفا بيا سومالينين                  |
| 24 يوليو | تامبيري المفتوحة تامبيري، فنلندا ملعب ترابي $15،000 قرعة المباريات الفردية والزوجية                                        | آنا ياكوفليفا غيولنارا نازاروفا فوز بانسحاب                      | ماري بينوا إستيل كاسينو                      | كلوتيلد دي برناردي إستيل كاسينو             | بويانا مارينكوفيتش دايانا نيغرينو كريستينا شميدلوفا بيا سومالينين                  |
| 24 يوليو | ليه كونتامين مونتجوا، فرنسا ملعب صلب 15٬000 دولار قرعة المباريات الفردية والزوجية                                          | كلوديا هوست فيرير 5–7، 1–6                                       | ثيو غرافويل                                  | كلارا بوريل يانا مورديرجر                   | تايسيا مورديرجر لودميلا سامسونوفا كيري كارترايت تيس سوغنو                          |
| 24 يوليو | ليه كونتامين مونتجوا، فرنسا ملعب صلب 15٬000 دولار قرعة المباريات الفردية والزوجية                                          | تايسيا مورديرجر يانا مورديرجر 2–6، 4–6، [7–10]                   | كيري كارترايت كاريان بيير-لويس               | كلارا بوريل يانا مورديرجر                   | تايسيا مورديرجر لودميلا سامسونوفا كيري كارترايت تيس سوغنو                          |
| 24 يوليو | هونغ كونغ ملعب صلب 15٬000 دولار قرعة المباريات الفردية والزوجية                                                            | تشانغ لينغ 6–1، 6–3                                              | كوومي سو                                     | كانيكا فايديا تشو آي-هسوان                  | شينغ يوكاي ميشيكا أوزيكي ساري بابا بريرنا بهامبري                                  |
| 24 يوليو | هونغ كونغ ملعب صلب 15٬000 دولار قرعة المباريات الفردية والزوجية                                                            | أكاري إينووي ميشيكا أوزيكي 6–4، 6–2                              | ساري بابا شينغ يوكاي                         | كانيكا فايديا تشو آي-هسوان                  | شينغ يوكاي ميشيكا أوزيكي ساري بابا بريرنا بهامبري                                  |
| 24 يوليو | دبلن، أيرلندا سجاد $15،000 قرعة المباريات الفردية والزوجية                                                                 | جودي آنا بوراج 7–6(7–5)، 6–4                                     | شينيد لوهان                                  | إميلي أبلتون كوين جليسون                    | روزالي فان دير هوك آنا بوتيل لورا ديغمان سارة بيث غري                              |
| 24 يوليو | دبلن، أيرلندا سجاد $15،000 قرعة المباريات الفردية والزوجية                                                                 | غيورغيا ماركيتي روزالي فان دير هوك 7–5، 6–4                      | إميلي أبلتون كوين جليسون                     | إميلي أبلتون كوين جليسون                    | روزالي فان دير هوك آنا بوتيل لورا ديغمان سارة بيث غري                              |
| 24 يوليو | سكيو، إيطاليا ملعب ترابي $15،000 قرعة المباريات الفردية والزوجية                                                           | ستيفانيا روبيني 6–7(4–7)، 6–3، 6–4                               | أناستازيا جريمالسكا                          | فيديريكا دي سارا آنا بيشكيك                 | باولا كريستينا غونسالفيس بياتريس توريللي ماريا مارفوتينا مونيكا كابيلتي            |
| 24 يوليو | سكيو، إيطاليا ملعب ترابي $15،000 قرعة المباريات الفردية والزوجية                                                           | فيديريكا دي سارا ليزا سابينو 6–0، 6–1                            | أناستازيا جريمالسكا ماريا ماسيني             | فيديريكا دي سارا آنا بيشكيك                 | باولا كريستينا غونسالفيس بياتريس توريللي ماريا مارفوتينا مونيكا كابيلتي            |
| 24 يوليو | تارغو جيو، رومانيا ملعب ترابي $15،000 قرعة المباريات الفردية والزوجية                                                      | أسترا شارما 1–6، 6–2، 7–5                                        | بليندا وولكوك                                | آنا غافرلا ميريام بيانكا بولغارو            | إيلينا بوغدان غابرييلا تلابا مارتينا كولميغنا فيتوريا أفانتاياتي                   |
| 24 يوليو | تارغو جيو، رومانيا ملعب ترابي $15،000 قرعة المباريات الفردية والزوجية                                                      | سامانثا هاريس بليندا وولكوك 6–3، 6–2                             | ريا بهاتيا آنا غافرلا                        | آنا غافرلا ميريام بيانكا بولغارو            | إيلينا بوغدان غابرييلا تلابا مارتينا كولميغنا فيتوريا أفانتاياتي                   |
| 24 يوليو | إيفانسفيل، الولايات المتحدة ملعب صلب $15،000 قرعة المباريات الفردية والزوجية نسخة محفوظة 2021-06-18 على موقع واي باك مشين. | آني لي 4–6، 6–4، 6–3                                             | مارسيلا زكرياس                               | لورين غييلمور آلي كيك                       | كيتلين ووريسكي كاتي ماكنالي كينيدي شيفر ساباستياني ليون                            |
| 24 يوليو | إيفانسفيل، الولايات المتحدة ملعب صلب $15،000 قرعة المباريات الفردية والزوجية نسخة محفوظة 2021-06-18 على موقع واي باك مشين. | لورين غييلمور مادلين كوبلت 6–0، 6–3                              | أليس غارسيا لورين بروكتور ```                | لورين غييلمور آلي كيك                       | كيتلين ووريسكي كاتي ماكنالي كينيدي شيفر ساباستياني ليون                            |
| 31 يوليو | بطولة كنتاكي بنك لكرة المضرب ليكسينغتون، الولايات المتحدة ملعب صلب $60،000 الفردي – الزوجي                                 | غريس مين 6–4، 6–1                                                | صوفيا كينين                                  | فيرا لابكو أمينة بكتاس                      | آلي كيك تيساه أندريانجافيتريمو أماندا أنيسيموفا روبن أندرسون                       |
| 31 يوليو | بطولة كنتاكي بنك لكرة المضرب ليكسينغتون، الولايات المتحدة ملعب صلب $60،000 الفردي – الزوجي                                 | بريسيلا هون فيرا لابكو 6–3، 6–4                                  | هيروكو كواتا فاليريا سافينيخ                 | فيرا لابكو أمينة بكتاس                      | آلي كيك تيساه أندريانجافيتريمو أماندا أنيسيموفا روبن أندرسون                       |
| 31 يوليو | باد زاولغاو، ألمانيا ملعب ترابي $25،000+H قرعة المباريات الفردية والزوجية                                                  | إيلينا غابرييلا روس 6–1، 6–2                                     | كيارا شول                                    | جيسيكا بيري كاثرينا هوبغارسكي               | أمينة أنشبا لينكا جريكوفا فيونا فيرو دليلا ياكوبوفيتش                              |
| 31 يوليو | باد زاولغاو، ألمانيا ملعب ترابي $25،000+H قرعة المباريات الفردية والزوجية                                                  | آنا كالينسكايا ايبك سويلو 6–2، 6–2                               | نيكوليتا داسكالو كريستينا دينو               | جيسيكا بيري كاثرينا هوبغارسكي               | أمينة أنشبا لينكا جريكوفا فيونا فيرو دليلا ياكوبوفيتش                              |
| 31 يوليو | بطولة كاستيلا وي ليون المفتوحة إل إسبينار، إسبانيا ملعب صلب $25،000 قرعة المباريات الفردية والزوجية                        | بولا بادوسا جيبيرت 6–2، 6–4                                      | أيلا أكسو                                    | روسيو دي لا تور سانشيز أينهوا أتشا جوميز    | مارينا باسولس ريبييرا ريناتا زارازوا هارموني تان بيبيان ويجيرس                     |
| 31 يوليو | بطولة كاستيلا وي ليون المفتوحة إل إسبينار، إسبانيا ملعب صلب $25،000 قرعة المباريات الفردية والزوجية                        | كوين جليسون لويزا ستيفاني 6–3، 6–2                               | أيلا أكسو بيبيان ويجيرس                      | روسيو دي لا تور سانشيز أينهوا أتشا جوميز    | مارينا باسولس ريبييرا ريناتا زارازوا هارموني تان بيبيان ويجيرس                     |
| 31 يوليو | Aegon GB Pro-Series Foxhills ووكينغ، المملكة المتحدة ملعب صلب $25،000 قرعة المباريات الفردية والزوجية                      | جاسمين باوليني 6–4، 1–6، 6–4                                     | ميهايلا بوزارنيسكو                           | فيتاليا دياتشينكو ديانا مارسنكفيتشا         | ميرتل جورج ماريا تيريزا تورو فلور ليسلي كيرخوف لي يا شوان                          |
| 31 يوليو | Aegon GB Pro-Series Foxhills ووكينغ، المملكة المتحدة ملعب صلب $25،000 قرعة المباريات الفردية والزوجية                      | لورا-إيوانا أندري بترا كرجسوفا 4–6، 6–2، [11–9]                  | ميهايلا بوزارنيسكو جوستينا ججيولكا           | فيتاليا دياتشينكو ديانا مارسنكفيتشا         | ميرتل جورج ماريا تيريزا تورو فلور ليسلي كيرخوف لي يا شوان                          |
| 31 يوليو | فورت وورث، الولايات المتحدة ملعب صلب $25،000 قرعة المباريات الفردية والزوجية                                               | كاترينا ستيوارت 6–4، 6–1                                         | إميليانا أرانجو                              | ميهارو إيمنشي مارسيلا زكرياس                | شانيل سيموندز جوليانا أولموس لورين ألبانيز ماي مينوكوشي                            |
| 31 يوليو | فورت وورث، الولايات المتحدة ملعب صلب $25،000 قرعة المباريات الفردية والزوجية                                               | جوليانا أولموس إيلين بيريز 6–4، 6–3                              | ميهارو إيمنشي أياكا أوكونو                   | ميهارو إيمنشي مارسيلا زكرياس                | شانيل سيموندز جوليانا أولموس لورين ألبانيز ماي مينوكوشي                            |
| 31 يوليو | شرم الشيخ، مصر ملعب صلب $15،000 قرعة المباريات الفردية والزوجية                                                            | إليني كورديلايمي 6–2، 6–3                                        | نيكا شيتكوسكايا                              | لينا مالكفيست آنا بيانكا ميهايلا            | ميار شريف إميلي فانينغ أنجيليكا إيسايفا أنجلينا زورافليفا                          |
| 31 يوليو | شرم الشيخ، مصر ملعب صلب $15،000 قرعة المباريات الفردية والزوجية                                                            | تشين بي-هسوان وو فانغ-هسين 6–4، 6–2                              | آنا بيانكا ميهايلا تشاو شياو شي              | لينا مالكفيست آنا بيانكا ميهايلا            | ميار شريف إميلي فانينغ أنجيليكا إيسايفا أنجلينا زورافليفا                          |
| 31 يوليو | سافيتايبالي، فنلندا ملعب ترابي $15،000 قرعة المباريات الفردية والزوجية                                                     | كلوتيلد دي برناردي 6–3، 6–1                                      | مونيكا كيلناروفا                             | أميلي إنترت داريا كروزشكوفا                 | ماري بينوا إيرينا لابوستينا صوفيا جولوبوفسكايا أوونا أوربانا                       |
| 31 يوليو | سافيتايبالي، فنلندا ملعب ترابي $15،000 قرعة المباريات الفردية والزوجية                                                     | فاليريا دينيسينكو يكاترينا شاليموفا 7–6(8–6)، 4–6، [10–6]        | ألكسندرا كوزنيتسوفا جولنارا نازاروفا         | أميلي إنترت داريا كروزشكوفا                 | ماري بينوا إيرينا لابوستينا صوفيا جولوبوفسكايا أوونا أوربانا                       |
| 31 يوليو | بورتو، البرتغال ملعب ترابي $15،000 قرعة المباريات الفردية والزوجية                                                         | ميكايلا أونتشوفا 5–7، 6–1، 7–5                                   | سارا تشاكاريفيتش                             | إميلي أربوثنوت لوكريزيا ستيفانيني           | سلمى دجوبري جايا سانيسي إينيس مورتا كارلا لوسيرو                                   |
| 31 يوليو | بورتو، البرتغال ملعب ترابي $15،000 قرعة المباريات الفردية والزوجية                                                         | إميلي أربوثنوت إميلي فرانكاتي 6–4، 6–3                           | جايا سانيسي لوكريزيا ستيفانيني               | إميلي أربوثنوت لوكريزيا ستيفانيني           | سلمى دجوبري جايا سانيسي إينيس مورتا كارلا لوسيرو                                   |
| 31 يوليو | تارغو جيو، رومانيا ملعب ترابي $15،000 قرعة المباريات الفردية والزوجية                                                      | إيلونا جورجيانا جيورواي 6–3، 3–6، 7–6(9–7)                       | تيريزا ميهاليكوفا                            | ناستازيا بورنيت أسترا شارما                 | جاكلين كريستيان أنجيليكا موراتيلي إيلينا بوغدان أوانا جافريلا                      |
| 31 يوليو | تارغو جيو، رومانيا ملعب ترابي $15،000 قرعة المباريات الفردية والزوجية                                                      | سامانثا هاريس بليندا وولكوك 6–1، 7–5                             | مارجريتا لازاريفا ميلانا سبريمو              | ناستازيا بورنيت أسترا شارما                 | جاكلين كريستيان أنجيليكا موراتيلي إيلينا بوغدان أوانا جافريلا                      |
| 31 يوليو | نونتابوري، تايلاند ملعب صلب $15،000 قرعة المباريات الفردية والزوجية                                                        | هاروكا كاجي 6–4، 6–1                                             | لي هوا-تشن                                   | أليسون باي برانجالا يادلابالي               | باتشارين شيبشانديج سوزي لاركين واتساتشول ساواسدي فرنيا وونجتينتشاي                 |
| 31 يوليو | نونتابوري، تايلاند ملعب صلب $15،000 قرعة المباريات الفردية والزوجية                                                        | بياتريس جوموليا جيسي رومبيس 6–0، 7–6(7–5)                        | تاماتشان مومكونثود برانجالا يادلابالي        | أليسون باي برانجالا يادلابالي               | باتشارين شيبشانديج سوزي لاركين واتساتشول ساواسدي فرنيا وونجتينتشاي                 |
| 31 يوليو | إسطنبول، تركيا ملعب ترابي $15،000 قرعة المباريات الفردية والزوجية                                                          | إيكاترين جورجودزي 6–3، 6–1                                       | جيربيلا ميهايلوفا                            | جوزيفين بوالام بيتيا أرشينكوفا              | تشيهيرو موراماتسو ديا إفتيموفا ميليس سيزر إينا كاييفيتش                            |
| 31 يوليو | إسطنبول، تركيا ملعب ترابي $15،000 قرعة المباريات الفردية والزوجية                                                          | ديا إفتيموفا جاسمينا تينجيتش 6–4، 6–2                            | تشيهيرو موراماتسو ميليس سيزر                 | جوزيفين بوالام بيتيا أرشينكوفا              | تشيهيرو موراماتسو ديا إفتيموفا ميليس سيزر إينا كاييفيتش                            |
| 31 يوليو | إيفانو فرانكيفسك، أوكرانيا ملعب ترابي $15،000 قرعة المباريات الفردية والزوجية                                              | مارينا تشيرنيشوفا 6–4، 3–6، 6–0                                  | كارين كينيل                                  | ليزا ماتفيينكو ألكسندرا كوراشفيلي           | ألكساندرا أندرييفا إلينا-تيودورا كادار فيرونيكا كابشاي ماريانا درازيتش             |
| 31 يوليو | إيفانو فرانكيفسك، أوكرانيا ملعب ترابي $15،000 قرعة المباريات الفردية والزوجية                                              | مارينا تشيرنيشوفا فيرونيكا كابشاي 4–6، 6–2، [11–9]               | إلينا-تيودورا كادار ألكسندرا كوراشفيلي       | ليزا ماتفيينكو ألكسندرا كوراشفيلي           | ألكساندرا أندرييفا إلينا-تيودورا كادار فيرونيكا كابشاي ماريانا درازيتش             |

### أغسطس
| الأسبوع  | البطولة | الفائزات                                                    | الوصيفات                                  | المتأهلات لنصف النهائي                | المتأهلات لربع النهائي                                                      |
| -------- | --- | ----------------------------------------------------------- | ----------------------------------------- | ------------------------------------- | --------------------------------------------------------------------------- |
| أغسطس 7  | بطولة السيدات المفتوحة هشينغن هشينغن، ألمانيا ملعب ترابي $60،000 فردي – زوجي                                   | تمارا كورباتش 2–6، 7–6(7–5)، 6–2                            | ديبورا كيسا                               | شانتال شكاملوفا ألكسندرا كادانتو      | باتي شنايدر آنا غابريك ماجدالينا فريتش جيسيكا بييري                         |
| أغسطس 7  | بطولة السيدات المفتوحة هشينغن هشينغن، ألمانيا ملعب ترابي $60،000 فردي – زوجي                                   | كاميلا روزاتيلو صوفيا شاباتافا 6–2، 6–4                     | رومي كولزر لينا روفر                      | شانتال شكاملوفا ألكسندرا كادانتو      | باتي شنايدر آنا غابريك ماجدالينا فريتش جيسيكا بييري                         |
| أغسطس 7  | كوكسايد، بلجيكا ملعب ترابي $25،000+H قرعة المباريات الفردية والزوجية                                           | إيزابيل والاس 4–6، 6–4، 6–3                                 | بيبيان ويجيرس                             | غانا بوزنيخرينكو Cindy Burger         | فاليريا ستراكهوفا أنكيتا راينا فيونا فيرو أيميت أوزكتيجي                    |
| أغسطس 7  | كوكسايد، بلجيكا ملعب ترابي $25،000+H قرعة المباريات الفردية والزوجية                                           | أنكيتا راينا بيبيان ويجيرس 3–6، 6–3، [11–9]                 | ماري بينوا ماجالي كيمبن                   | غانا بوزنيخرينكو Cindy Burger         | فاليريا ستراكهوفا أنكيتا راينا فيونا فيرو أيميت أوزكتيجي                    |
| أغسطس 7  | تشيسوك، المملكة المتحدة ملعب صلب $25،000 قرعة المباريات الفردية والزوجية                                       | فيتاليا دياتشينكو 6–3، 6–4                                  | فيكتوريا كوزموفا                          | ليزلي كيرخوف جيل تيخمان               | إليتسا كوستوفا ديانا مارسنكفيتشا ميرتل جورج سامانثا موراي                   |
| أغسطس 7  | تشيسوك، المملكة المتحدة ملعب صلب $25،000 قرعة المباريات الفردية والزوجية                                       | لورا-إيونا أندريه جوليا فاكاكزيك 7–5، 7–5                   | كاتي دان إليتسا كوستوفا                   | ليزلي كيرخوف جيل تيخمان               | إليتسا كوستوفا ديانا مارسنكفيتشا ميرتل جورج سامانثا موراي                   |
| أغسطس 7  | لاندسفيل، الولايات المتحدة ملعب صلب $25،000 قرعة المباريات الفردية والزوجية                                    | فيرا لابكو 4–6، 6–4، 7–6(7–4)                               | آنا كارولينا شميدلوفا                     | ماريا سانشيز هيروكو كواتا             | ميهارو إيمانيشي مايو هيبي ماري أوساكا جيسيكا بيجلا                          |
| أغسطس 7  | لاندسفيل، الولايات المتحدة ملعب صلب $25،000 قرعة المباريات الفردية والزوجية                                    | صوفي تشانغ ألكسندرا مولر 4–6، 6–3، [10–5]                   | كسينيا ليكينا إميلي ويبلي سميث            | ماريا سانشيز هيروكو كواتا             | ميهارو إيمانيشي مايو هيبي ماري أوساكا جيسيكا بيجلا                          |
| أغسطس 7  | فيينا، النمسا ملعب ترابي $15،000 قرعة المباريات الفردية والزوجية                                               | كلوثيلد دي برناردي 6–1، 6–2                                 | غابرييلا بانتوتشكوفا                      | أسترا شارما أناستازيا جريمالسكا       | أناستازيا ديتسيوك سامانثا هاريس بيا كونينغ نينا أليباليتش                   |
| أغسطس 7  | فيينا، النمسا ملعب ترابي $15،000 قرعة المباريات الفردية والزوجية                                               | أناستازيا جريمالسكا دليلا سبيريتيري 0–6، 6–3، [10–8]        | آنا صوفيا سانشيز لوكريتسيا ستيفانيني      | أسترا شارما أناستازيا جريمالسكا       | أناستازيا ديتسيوك سامانثا هاريس بيا كونينغ نينا أليباليتش                   |
| أغسطس 7  | مورونغوفو، بولندا ملعب ترابي $15،000 قرعة المباريات الفردية والزوجية                                           | مارتا ليشيناك 6–4، 6–4                                      | سيون مينديز                               | كريستينا شمايدلوفا كاترينا فانكوفا    | جيسيكا هو ديانا شوموفا أنستازيا شوشينا فاليريا أورزوموفا                    |
| أغسطس 7  | مورونغوفو، بولندا ملعب ترابي $15،000 قرعة المباريات الفردية والزوجية                                           | ماتيلد ديفيتس ميريل هودت 6–4، 6–2                           | ديانا شوموفا جاد سوفريجن                  | كريستينا شمايدلوفا كاترينا فانكوفا    | جيسيكا هو ديانا شوموفا أنستازيا شوشينا فاليريا أورزوموفا                    |
| أغسطس 7  | Arad، رومانيا ملعب ترابي $15،000 قرعة المباريات الفردية والزوجية                                               | إيلينا غابرييلا روس 6–4، 6–1                                | نينا بوتوشنيك                             | تيريزا ميهاليكوفا كريستينا إيني       | أوانا غافرلا إيلينا بوغدان بويانا مارينكوفيتش إيلونا جيورجينا غيورواي       |
| أغسطس 7  | Arad، رومانيا ملعب ترابي $15،000 قرعة المباريات الفردية والزوجية                                               | تمارا تشروفيتش فيندولا زوفينكوفا 6–1، 6–2                   | كريستينا إيني بويانا مارينكوفيتش          | تيريزا ميهاليكوفا كريستينا إيني       | أوانا غافرلا إيلينا بوغدان بويانا مارينكوفيتش إيلونا جيورجينا غيورواي       |
| أغسطس 7  | موسكو، روسيا ملعب ترابي $15،000 قرعة المباريات الفردية والزوجية                                                | إيرينا شيمانوفيتش 2–6، 4–6                                  | بولينا ليكينا                             | ألكسندرا بوسبيلوفا آنا دانيلينا       | داريا كروزكوفا ألكسندرا فوستريكوڤا ڤاليريا يوششينكو أناستاسيا جاسانوفا      |
| أغسطس 7  | موسكو، روسيا ملعب ترابي $15،000 قرعة المباريات الفردية والزوجية                                                | كرمن إيلونا إيرينا شيمانوفيتش 4–6، 4–6                      | إلينا أفانيسيان أفيلينا سايفيتدينوفا      | ألكسندرا بوسبيلوفا آنا دانيلينا       | داريا كروزكوفا ألكسندرا فوستريكوڤا ڤاليريا يوششينكو أناستاسيا جاسانوفا      |
| أغسطس 7  | لاس بالماس دي غران كناريا، إسبانيا ملعب ترابي $15،000 قرعة المباريات الفردية والزوجية                          | كورنيليا ليستر 4–6، 4–6                                     | جايا سانيسي                               | فاطمة النبهاني ميلاني كلافنير         | إينيس مورتا إميلي سيبولد مارغو ييروليموس لوسيا كورتيز ليوركا                |
| أغسطس 7  | لاس بالماس دي غران كناريا، إسبانيا ملعب ترابي $15،000 قرعة المباريات الفردية والزوجية                          | كارلوتا مولينا ميخاس أناستاسيا ياكيموفا 4–6، 3–6            | فاطمة النبهاني أرابيلا فيرنانديز را بينير | فاطمة النبهاني ميلاني كلافنير         | إينيس مورتا إميلي سيبولد مارغو ييروليموس لوسيا كورتيز ليوركا                |
| أغسطس 7  | نونتابوري، تايلاند ملعب صلب $15،000 قرعة المباريات الفردية والزوجية                                            | سارة توميتش 6–4، 4–6، 6–1                                   | يوان يوي                                  | أليسا كليبانوفا شومبوثيب جنداكيت      | دروثي تاتاشار فينوجوبال كاملا كيريمباييفا كسينيا ألكان لورين ماركر          |
| أغسطس 7  | نونتابوري، تايلاند ملعب صلب $15،000 قرعة المباريات الفردية والزوجية                                            | تماشين مومكونثود فرنيا وونجتينتشاي 6–3، 6–4                 | جينيفيف لوربيرغز ستيفاني تان              | أليسا كليبانوفا شومبوثيب جنداكيت      | دروثي تاتاشار فينوجوبال كاملا كيريمباييفا كسينيا ألكان لورين ماركر          |
| أغسطس 7  | اسطنبول، تركيا ملعب ترابي $15،000 قرعة المباريات الفردية والزوجية                                              | فلادا اكشيباروفا 6–2، 6–1                                   | دانا كريمر                                | بيرفو جينجيز إلييسا فانلانجندونك      | أولكسندرا بيسكون لويز لامبلا تيجانا سباسويويتش إيلينا-تيودورا كادار         |
| أغسطس 7  | اسطنبول، تركيا ملعب ترابي $15،000 قرعة المباريات الفردية والزوجية                                              | بيرفو جينجيز إيبيك أوز 6–4، 6–1                             | فاسيليسا أبوناسينكو تيا فابر              | بيرفو جينجيز إلييسا فانلانجندونك      | أولكسندرا بيسكون لويز لامبلا تيجانا سباسويويتش إيلينا-تيودورا كادار         |
| 14 أغسطس | فانكوفر المفتوحة فانكوفر، كندا ملعب صلب 100٬000 دولار فردي – زوجي                                              | مارينا زانيفسكا 5–7، 6–1، 6–3                               | دانكا كوفينتش                             | كارول تشاو جانا فيت                   | جاسمين باوليني أنس جابر بريسيلا هون ناو هيبينو                              |
| 14 أغسطس | فانكوفر المفتوحة فانكوفر، كندا ملعب صلب 100٬000 دولار فردي – زوجي                                              | جيسيكا مور جوسلين ري 6–1، 7–5                               | ديزيراي كراوسيك جوليانا أولموس            | كارول تشاو جانا فيت                   | جاسمين باوليني أنس جابر بريسيلا هون ناو هيبينو                              |
| 14 أغسطس | لايبزيغ، ألمانيا ملعب ترابي 25٬000 دولار قرعة المباريات الفردية والزوجية                                       | ماجدالينا فريتش 6–2، 7–6(7–3)                               | ريتشل هوجينكامب                           | فالينتينا إيفاخنينكو جوليا جربير      | ليا جاسباروفيتش أنكيتا راينا ديسبينا باباميتشايل تيريزا مردجا               |
| 14 أغسطس | لايبزيغ، ألمانيا ملعب ترابي 25٬000 دولار قرعة المباريات الفردية والزوجية                                       | فالينتينا إيفاخنينكو ليدزيا ماروزافا 6–2، 6–1               | تيريزا مردجا أنكيتا راينا                 | فالينتينا إيفاخنينكو جوليا جربير      | ليا جاسباروفيتش أنكيتا راينا ديسبينا باباميتشايل تيريزا مردجا               |
| 14 أغسطس | مونترو، سويسرا ملعب ترابي 25٬000 دولار قرعة المباريات الفردية والزوجية                                         | ماريا تيريزا تورو فلور 4–6، 6–1، 6–2                        | ديبورا كييزا                              | كيمبرلي زيمرمان ليوني كونغ            | إليتسا كوستوفا جوهانا ماركوفا أمرا ساديكوفيتش ييلينا إن-ألبيون              |
| 14 أغسطس | مونترو، سويسرا ملعب ترابي 25٬000 دولار قرعة المباريات الفردية والزوجية                                         | زينيا كنول أمرا ساديكوفيتش 6–2، 7–5                         | ميكايلا أونتشوفا إيزابيلا شنيكوفا         | كيمبرلي زيمرمان ليوني كونغ            | إليتسا كوستوفا جوهانا ماركوفا أمرا ساديكوفيتش ييلينا إن-ألبيون              |
| 14 أغسطس | نونتابوري، تايلاند ملعب صلب $25،000 قرعة المباريات الفردية والزوجية                                            | لوكسيكا كومخوم 7–5، 6–2                                     | يوان يوي                                  | كارمان كور ثاندي جونري ناميجاتا       | برانجالا يادلابالي كيوكا أوكامورا ستيفاني تان ميابي إينو                    |
| 14 أغسطس | نونتابوري، تايلاند ملعب صلب $25،000 قرعة المباريات الفردية والزوجية                                            | تشان تشين وي تشوي جي-هي 2–6، 6–1، [13–11]                   | فاراتشايا وونجتينتشاي فرنيا وونجتينتشاي   | كارمان كور ثاندي جونري ناميجاتا       | برانجالا يادلابالي كيوكا أوكامورا ستيفاني تان ميابي إينو                    |
| 14 أغسطس | غراتس، النمسا ملعب ترابي $15،000 قرعة المباريات الفردية والزوجية                                               | أسترا شارما 2–6، 6–3، 6–2                                   | فيندولا زوفينكوفا                         | مادلينا بانتوكتشوفا آنا بوندير        | غابرييلا بانتوكتشوفا أنيتا كلاديفوفا بيا كونينغ نينا بوتوكنيك               |
| 14 أغسطس | غراتس، النمسا ملعب ترابي $15،000 قرعة المباريات الفردية والزوجية                                               | آنا بوندير ريكا لوكا جاني 6–4، 6–3                          | يانا جابلونوفيسكا ناتاليا فاجدوفا         | مادلينا بانتوكتشوفا آنا بوندير        | غابرييلا بانتوكتشوفا أنيتا كلاديفوفا بيا كونينغ نينا بوتوكنيك               |
| 14 أغسطس | International Country كونية كونية (إيطاليا)، إيطاليا ملعب ترابي $15،000 قرعة المباريات الفردية والزوجية        | مارتينا كولمجنا 6–7(2–7)، 6–3، 6–3                          | فدريكا دي سارا                            | لوسيا برونزيتي أناستازيا جريمالسكا    | كاميلا أباتي كلوديا جيوفين فنسين ريميي ماريا مارفوتينا                      |
| 14 أغسطس | International Country كونية كونية (إيطاليا)، إيطاليا ملعب ترابي $15،000 قرعة المباريات الفردية والزوجية        | فدريكا دي سارا أناستازيا جريمالسكا 6–0، 6–1                 | ميلينا فريرو صوفيا لوني                   | لوسيا برونزيتي أناستازيا جريمالسكا    | كاميلا أباتي كلوديا جيوفين فنسين ريميي ماريا مارفوتينا                      |
| 14 أغسطس | أولدنزال، هولندا ملعب ترابي $15،000 قرعة المباريات الفردية والزوجية                                            | كيارا شول 6–1، 6–1                                          | ألبينا خابيبولينا                         | تاييسيا مورديرغر آنا صوفيا سانشيز     | سوزان لامينس أيميت أوزكاتيغي كاثرين شانتراين جولييت ستوير                   |
| 14 أغسطس | أولدنزال، هولندا ملعب ترابي $15،000 قرعة المباريات الفردية والزوجية                                            | ديبورا كيرفس كيارا شول 7–5، 6–3                             | باولا أورمايتشيا آنا صوفيا سانشيز         | تاييسيا مورديرغر آنا صوفيا سانشيز     | سوزان لامينس أيميت أوزكاتيغي كاثرين شانتراين جولييت ستوير                   |
| 14 أغسطس | مراغوفو، بولندا ملعب ترابي $15،000 قرعة المباريات الفردية والزوجية                                             | مارتا ليسنياك 5–7، 6–2، 6–2                                 | جيد سوفراين                               | مايا لومسدن يوليا هاتوقا              | جاكلين كاباج أواد أناستاسيا شوشينا أنجيليكا موراتيللي باتريتشيا بولانسكا    |
| 14 أغسطس | مراغوفو، بولندا ملعب ترابي $15،000 قرعة المباريات الفردية والزوجية                                             | أنجيليكا موراتيللي جاد سوفراين 6–4، 6–4                     | مايا لومسدن أناستاسيا شوشينا              | مايا لومسدن يوليا هاتوقا              | جاكلين كاباج أواد أناستاسيا شوشينا أنجيليكا موراتيللي باتريتشيا بولانسكا    |
| 14 أغسطس | موسكو، روسيا ملعب ترابي $15،000 قرعة المباريات الفردية والزوجية                                                | إيرينا شيمانوفيتش 6–1، 5–7، 7–5                             | يانا سيزيكوفا                             | آنا دانيلينا فلادا كوفال              | صوفيا لانسيير فارفارا غراتشيفا كرمن إيلونا ألينا سيليتش                     |
| 14 أغسطس | موسكو، روسيا ملعب ترابي $15،000 قرعة المباريات الفردية والزوجية                                                | كرمن إيلونا إيرينا شيمانوفيتش 6–2، 6–0                      | ألكسندرا كوزنتسوفا صوفيا لانسيير          | آنا دانيلينا فلادا كوفال              | صوفيا لانسيير فارفارا غراتشيفا كرمن إيلونا ألينا سيليتش                     |
| 14 أغسطس | لاس بالماس، إسبانيا ملعب ترابي $15،000 قرعة المباريات الفردية والزوجية                                         | شايين إفويك 4–6، 6–4، 6–2                                   | فاني أوستلوند                             | فاطمة النبهاني جيمار ماريستاني        | لوسيا مارزال مارتينيز أنخيلا فيتا بولودا ماريا جواو كوهلر إينيس مورتا       |
| 14 أغسطس | لاس بالماس، إسبانيا ملعب ترابي $15،000 قرعة المباريات الفردية والزوجية                                         | فاطمة النبهاني أرابيلا فرنانديز رابنير 2–6، 7–5، [10–5]     | فيكتوريا بوثيو كانا دانيال                | فاطمة النبهاني جيمار ماريستاني        | لوسيا مارزال مارتينيز أنخيلا فيتا بولودا ماريا جواو كوهلر إينيس مورتا       |
| 21 أغسطس | Mençuna Cup أرتوين، تركيا ملعب صلب $60،000 Singles – Doubles                                                   | فاليريا سافينيخ 3–6، 7–6(12–10)، 7–6(7–5)                   | أيلا أكسو                                 | فيتاليا دياتشينكو ديا هردجلاش         | كريستيانا فيراندو أناستازيا بوتابوفا أنكيتا راينا تيريزا مردجا              |
| 21 أغسطس | Mençuna Cup أرتوين، تركيا ملعب صلب $60،000 Singles – Doubles                                                   | غابرييلا سي أنكيتا راينا 6–2، 6–3                           | إليتسا كوستوفا يانا سيزيكوفا              | فيتاليا دياتشينكو ديا هردجلاش         | كريستيانا فيراندو أناستازيا بوتابوفا أنكيتا راينا تيريزا مردجا              |
| 21 أغسطس | براونشفايغ (مدينة)، ألمانيا ملعب ترابي $25،000 قرعة المباريات الفردية والزوجية                                 | ماجدالينا فريتش 6–1، 2–6، 7–6(7–3)                          | أولغا سايز لارا                           | جاكلين كريستيان كارولين فيرنر         | فيونا فيرو ميلاني ستوك ديانا مارسنكفيتشا سيندي برغر                         |
| 21 أغسطس | براونشفايغ (مدينة)، ألمانيا ملعب ترابي $25،000 قرعة المباريات الفردية والزوجية                                 | كورنيليا ليستر ماريا تيريزا تورو فلور 3–6، 7–6(7–5)، [11–9] | أناستاسيا كوماردينا ديانا مارسنكفيتشا     | جاكلين كريستيان كارولين فيرنر         | فيونا فيرو ميلاني ستوك ديانا مارسنكفيتشا سيندي برغر                         |
| 21 أغسطس | هدمزوفازارهلي، المجر ملعب ترابي $25،000 قرعة المباريات الفردية والزوجية                                        | ألكسندرا دولغيرو 7–5، 6–2                                   | جانا بوزنيخيرينكو                         | أندريا غاميز أناستازيا جريمالسكا      | ستيفانيا روبيني كاتالينا بيلا كريستينا دينو فيفيين جوهاسوفا                 |
| 21 أغسطس | هدمزوفازارهلي، المجر ملعب ترابي $25،000 قرعة المباريات الفردية والزوجية                                        | إيلينا غابرييلا روس إيفا واكانو 6–3، 6–1                    | مارتينا دي جوزيبي آنا ريموندينا           | أندريا غاميز أناستازيا جريمالسكا      | ستيفانيا روبيني كاتالينا بيلا كريستينا دينو فيفيين جوهاسوفا                 |
| 21 أغسطس | تسكوبا، اليابان ملعب صلب $25،000 قرعة المباريات الفردية والزوجية نسخة محفوظة 2021-09-20 على موقع واي باك مشين. | تشانغ لينغ 7–5، 7–6(7–4)                                    | كارول تشاو                                | يوكي تاناكا ميهارو إيمانيشي           | كيم دا-بين موموكو كوبوري إريكا سما أكيكو أوميي                              |
| 21 أغسطس | تسكوبا، اليابان ملعب صلب $25،000 قرعة المباريات الفردية والزوجية نسخة محفوظة 2021-09-20 على موقع واي باك مشين. | ميهارو إيمانيشي أكيكو أوميي 6–4، 6–4                        | نايكثا بينز هسو تشيه يو                   | يوكي تاناكا ميهارو إيمانيشي           | كيم دا-بين موموكو كوبوري إريكا سما أكيكو أوميي                              |
| 21 أغسطس | وانفيرسيه-باوليه، بلجيكا ملعب ترابي $15،000 قرعة المباريات الفردية والزوجية                                    | دانا كريمر 6–3، 4–6، 6–1                                    | جولي جيرفيه                               | ستيفاني فاغنر مارغو بوفي              | لارا سالدن أنيت مونوزوفا تشيلسي فانهوت كاثرين شانتراين                      |
| 21 أغسطس | وانفيرسيه-باوليه، بلجيكا ملعب ترابي $15،000 قرعة المباريات الفردية والزوجية                                    | لارا سالدن تشيلسي فانهوت 6–3، 7–6(7–3)                      | هيلينا جانسن فيغيراس فرانسيسكا خورخي      | ستيفاني فاغنر مارغو بوفي              | لارا سالدن أنيت مونوزوفا تشيلسي فانهوت كاثرين شانتراين                      |
| 21 أغسطس | سيزي، إيطاليا ملعب ترابي $15،000 قرعة المباريات الفردية والزوجية                                               | ماريا مارفوتينا 6–4، 6–4                                    | كلوديا جيوفين                             | تيس سونيو غيورغيا ماركيتي             | تاتيانا بييري بيانكا توراتي فيديريكا دي سارّا داليلا سبّيتيري                 |
| 21 أغسطس | سيزي، إيطاليا ملعب ترابي $15،000 قرعة المباريات الفردية والزوجية                                               | فيديريكا دي سارّا غيورغيا ماركيتي 3–6، 6–3، [11–9]           | ماريا مارفوتينا داليلا سبّيتيري            | تيس سونيو غيورغيا ماركيتي             | تاتيانا بييري بيانكا توراتي فيديريكا دي سارّا داليلا سبّيتيري                 |
| 21 أغسطس | روتردام، هولندا ملعب ترابي $15،000 قرعة المباريات الفردية والزوجية                                             | كارين بريتزا 2–6، 6–4، 6–4                                  | تاييسيا مورديرجر                          | كيارا شول نينا كرويجر                 | ميريل هودت مالينه هيلجو مارتينا سبّيجاريلي باولا أورمايتشيا                  |
| 21 أغسطس | روتردام، هولندا ملعب ترابي $15،000 قرعة المباريات الفردية والزوجية                                             | ألبينا خابيبولينا ستيفاني فيسكر 7–6(7–3)، 7–5               | ديبورا كيرفز كيارا شول                    | كيارا شول نينا كرويجر                 | ميريل هودت مالينه هيلجو مارتينا سبّيجاريلي باولا أورمايتشيا                  |
| 21 أغسطس | مرونغوفو، بولندا ملعب ترابي $15،000 قرعة المباريات الفردية والزوجية                                            | مارين بارتو 7–6(7–4)، 6–1                                   | مونيكا كيلناروفا                          | تيريزا ماهاليكوفا جوليا أكزاكوفسكا    | مايا لومسدن جوانا إيدوكونيت أنجيليكا موراتيلي آنا أوكولوفا                  |
| 21 أغسطس | مرونغوفو، بولندا ملعب ترابي $15،000 قرعة المباريات الفردية والزوجية                                            | أنجيليكا موراتيلي مارين بارتو 6–2، 6–3                      | أكيكو أوكودا كيلي ويليفورد                | تيريزا ماهاليكوفا جوليا أكزاكوفسكا    | مايا لومسدن جوانا إيدوكونيت أنجيليكا موراتيلي آنا أوكولوفا                  |
| 21 أغسطس | بوخارست، رومانيا ملعب ترابي $15،000 قرعة المباريات الفردية والزوجية                                            | غابرييلا طالبا 7–5، 6–4                                     | فيكتوريا بوثيو                            | أوانا جيورجيتا سيميون إيرينا فيتيكاو  | أدريانا سوسنوفشي إيلونا جورجيانا غيورواي فيديريكا بيلاردو كريستينا أداميسكو |
| 21 أغسطس | بوخارست، رومانيا ملعب ترابي $15،000 قرعة المباريات الفردية والزوجية                                            | أوانا جيورجيتا سيميون غابرييلا طالبا 6–3، 0–6، [12–10]      | إيلينا بوغدان إلينا-تيدورا كادار          | أوانا جيورجيتا سيميون إيرينا فيتيكاو  | أدريانا سوسنوفشي إيلونا جورجيانا غيورواي فيديريكا بيلاردو كريستينا أداميسكو |
| 21 أغسطس | فرنياتشكا بانيا، صربيا ملعب ترابي $15،000 قرعة المباريات الفردية والزوجية                                      | أوانا جافريلا 6–7(3–7)، 6–4، 7–5                            | ماري بينوا                                | بولينا جولوبوفسكايا نفيسة بيربيروفيتش | كريستينا أوستوييتش زوريتسا سباسوييفيتش ساتسوكي تاكامورا آنا بيشكيتش         |
| 21 أغسطس | فرنياتشكا بانيا، صربيا ملعب ترابي $15،000 قرعة المباريات الفردية والزوجية                                      | أوانا جافريلا يلينا ستويانوفيتش 7–6(7–2)، 6–3               | بولينا جولوبوفسكايا صوفيا جولوبوفسكايا    | بولينا جولوبوفسكايا نفيسة بيربيروفيتش | كريستينا أوستوييتش زوريتسا سباسوييفيتش ساتسوكي تاكامورا آنا بيشكيتش         |
| 21 أغسطس | كاسلانو، سويسرا ملعب ترابي $15،000 قرعة المباريات الفردية والزوجية                                             | كارين كينيل 6–3، 6–0                                        | ألبرتا بريانتي                            | لوسيا برونزيتي ليوني كونغ             | كاميلا سكالا يلينا إن-ألبون نينا شتادلر مارتينا كولميجنا                    |
| 21 أغسطس | كاسلانو، سويسرا ملعب ترابي $15،000 قرعة المباريات الفردية والزوجية                                             | سوزان بانديتشي ليزا سابينو 6–1، 6–2                         | كيارا جاكوينتا ماريا أوريليا سكوتي        | لوسيا برونزيتي ليوني كونغ             | كاميلا سكالا يلينا إن-ألبون نينا شتادلر مارتينا كولميجنا                    |
| 28 أغسطس | السيدات المفتوحة دوناكزي دوناكزي، المجر ملعب ترابي $60،000 فردي – زوجي                                         | دايانا يستريمسكا 6–0، 6–1                                   | كاتارينا زافاتسكا                         | ألكسندرا كادانتو بانا أودفاردي        | تيريزا سميتكوفا إرينا براء Ágnes Bukta Anna Bondár                          |
| 28 أغسطس | السيدات المفتوحة دوناكزي دوناكزي، المجر ملعب ترابي $60،000 فردي – زوجي                                         | إرينا براء شانتال شكاملوفا 7–6(9–7)، 6–4                    | ألكسندرا كادانتو تيريزا سميتكوفا          | ألكسندرا كادانتو بانا أودفاردي        | تيريزا سميتكوفا إرينا براء Ágnes Bukta Anna Bondár                          |
| 28 أغسطس | بانياتيكا، إيطاليا ملعب ترابي $25،000 قرعة المباريات الفردية والزوجية                                          | ميلاني ستوك 7–6(8–6)، 6–3                                   | مارتينا تريفيسان                          | ديبورا تشيزا ميكايلا أونتشوفا         | ديانا مارسنكفيتشا Martina Caregaro Julia Grabher كاثينكا فون ديكمان         |
| 28 أغسطس | بانياتيكا، إيطاليا ملعب ترابي $25،000 قرعة المباريات الفردية والزوجية                                          | ديبورا تشيزا مارتينا كولميغنا 6–3، 4–6، [10–6]              | Julia Grabher ميلاني ستوك                 | ديبورا تشيزا ميكايلا أونتشوفا         | ديانا مارسنكفيتشا Martina Caregaro Julia Grabher كاثينكا فون ديكمان         |
| 28 أغسطس | ناناو، اليابان Carpet $25،000 قرعة المباريات الفردية والزوجية نسخة محفوظة 2021-09-20 على موقع واي باك مشين.    | كارول تشاو 6–3، 6–2                                         | جونري ناميجاتا                            | ميهارو إيمايشي نايكثا بينز            | أيانو شيميزو ميابي إنوي ناغي هاناتاني كاتي دان                              |
| 28 أغسطس | ناناو، اليابان Carpet $25،000 قرعة المباريات الفردية والزوجية نسخة محفوظة 2021-09-20 على موقع واي باك مشين.    | هسو تشيه يو ميهارو إيمايشي 7–6(9–7)، 6–2                    | أكاري إنوي ميابي إنوي                     | ميهارو إيمايشي نايكثا بينز            | أيانو شيميزو ميابي إنوي ناغي هاناتاني كاتي دان                              |
| 28 أغسطس | ألماتي، كازاخستان ملعب ترابي $25،000 قرعة المباريات الفردية والزوجية                                           | بولينا ليكينا 6–3، 6–3                                      | أكجول أمانمورادوف                         | فلادا إكشيبوروفا إيكاترين جورجودزي    | نيجينا أبدوريموفا آنا مورجينا داريا لوديكوفا ألكسندرا بانوفا                |
| 28 أغسطس | ألماتي، كازاخستان ملعب ترابي $25،000 قرعة المباريات الفردية والزوجية                                           | غابرييلا سي يانا سيزيكوفا 6–4، 3–6، [10–7]                  | نيجينا أبدوريموفا أكجول أمانمورادوف       | فلادا إكشيبوروفا إيكاترين جورجودزي    | نيجينا أبدوريموفا آنا مورجينا داريا لوديكوفا ألكسندرا بانوفا                |
| 28 أغسطس | مامايا، رومانيا ملعب ترابي $25،000 قرعة المباريات الفردية والزوجية                                             | جاكلين كريستيان 6–2، 2–6، 6–3                               | كريستينا دينو                             | إيرينا فيتيكو إيلينا بوغدان           | ألكسندرا بيربر إيلينا غابرييلا روس مريم بيانكا بولغارو أناستاسيا كوماردينا  |
| 28 أغسطس | مامايا، رومانيا ملعب ترابي $25،000 قرعة المباريات الفردية والزوجية                                             | أناستاسيا كوماردينا إيلينا غابرييلا روس 3–6، 6–1، [10–6]    | ديا هردجلاش أوانا جورجيتا سيميون          | إيرينا فيتيكو إيلينا بوغدان           | ألكسندرا بيربر إيلينا غابرييلا روس مريم بيانكا بولغارو أناستاسيا كوماردينا  |
| 28 أغسطس | ميدلكيرك، بلجيكا ملعب ترابي $15،000 قرعة المباريات الفردية والزوجية                                            | ماجالي كيمبين 6–2، 6–2                                      | جولييت ستوير                              | كونستانس سيبيل أيميت أوزكاتيغوي       | لونا ميرس فانيسا بينتو تشيلسي فانهوته ماري بينوا                            |
| 28 أغسطس | ميدلكيرك، بلجيكا ملعب ترابي $15،000 قرعة المباريات الفردية والزوجية                                            | سارا كاكاريفيتش ماجالي كيمبين 6–4، 4–6، [10–5]              | كريستينا أداميسكو كريستينا بوكشا          | كونستانس سيبيل أيميت أوزكاتيغوي       | لونا ميرس فانيسا بينتو تشيلسي فانهوته ماري بينوا                            |
| 28 أغسطس | ريتشاني، جمهورية التشيك ملعب ترابي $15،000 قرعة المباريات الفردية والزوجية                                     | تيريزا بروتشازكوفا 5–7، 6–4، 6–4                            | ديانا شوموفا                              | يانا جابلونوفسكا ناستجا كولار         | فيندولا جوفينكوفا جوهانا ماركوفا أناستاسيا ديتسيك ليزا بونومار              |
| 28 أغسطس | ريتشاني، جمهورية التشيك ملعب ترابي $15،000 قرعة المباريات الفردية والزوجية                                     | يانا جابلونوفسكا ناتاليا فاجدوفا 6–1، 6–3                   | كارولينا بيرانكوفا فيرونيكا فلكوفسكا      | يانا جابلونوفسكا ناستجا كولار         | فيندولا جوفينكوفا جوهانا ماركوفا أناستاسيا ديتسيك ليزا بونومار              |
| 28 أغسطس | سخونهوفن، هولندا ملعب ترابي $15،000 قرعة المباريات الفردية والزوجية                                            | آنا صوفيا سانشيز 6–3، 6–4                                   | مارينا ميلنيكوفا                          | كيارا شول شايين إيجويك                | ميريتشيل بيريرا روس كارين بريتزا داليلة سبيريتي ليزا-ماري ماتشكه            |
| 28 أغسطس | سخونهوفن، هولندا ملعب ترابي $15،000 قرعة المباريات الفردية والزوجية                                            | ديبورا كيرفس كيارا شول 5–7، 6–2، [10–3]                     | داشا إيفانوفا آني فانجيلوفا               | كيارا شول شايين إيجويك                | ميريتشيل بيريرا روس كارين بريتزا داليلة سبيريتي ليزا-ماري ماتشكه            |
| 28 أغسطس | مرونغوو، بولندا ملعب ترابي $15،000 قرعة المباريات الفردية والزوجية                                             | مونيكا كيلناروفا 7–5، 1–6، 6–1                              | مارتا ليسنياك                             | تيريزا ميهاليكوفا مايا لومسدن         | أنجيليكا موراتيلي مارين بارتود ألكساندرا فوستريكوفا أنجلينا زورافليفا       |
| 28 أغسطس | مرونغوو، بولندا ملعب ترابي $15،000 قرعة المباريات الفردية والزوجية                                             | داريا كوتشر مارتا ليسنياك 6–2، 6–3                          | أنجيليكا موراتيلي مارين بارتود            | تيريزا ميهاليكوفا مايا لومسدن         | أنجيليكا موراتيلي مارين بارتود ألكساندرا فوستريكوفا أنجلينا زورافليفا       |
| 28 أغسطس | يونغوول، كوريا الجنوبية ملعب صلب $15،000 قرعة المباريات الفردية والزوجية                                       | هانا تشانغ 7–5، 7–6(8–6)                                    | كيم دا بن                                 | لي بي تشي أندريا كا                   | كيم نا ري باي دو هي أليشا بارنيت لي سو را                                   |
| 28 أغسطس | يونغوول، كوريا الجنوبية ملعب صلب $15،000 قرعة المباريات الفردية والزوجية                                       | كيم نا ري لي بي تشي 6–2، 6–2                                | تشوي جي هي كانغ سو كيونغ                  | لي بي تشي أندريا كا                   | كيم نا ري باي دو هي أليشا بارنيت لي سو را                                   |
| 28 أغسطس | سيون، سويسرا ملعب ترابي $15،000 قرعة المباريات الفردية والزوجية                                                | سوزان بانديتشي 6–2، 6–3                                     | كريستينا ميلينكوفيتش                      | نايمة كاراموكو تاتيانا بيري           | جوليا روزنكويست أليس زابولا نينا ستادلر كارين كينيل                         |
| 28 أغسطس | سيون، سويسرا ملعب ترابي $15،000 قرعة المباريات الفردية والزوجية                                                | نايمة كاراموكو نينا ستادلر 3–6، 6–3، [10–8]                 | أماندين كازو كلوديا هوست فيرير            | نايمة كاراموكو تاتيانا بيري           | جوليا روزنكويست أليس زابولا نينا ستادلر كارين كينيل                         |
| 28 أغسطس | أنطاليا، تركيا ملعب ترابي $15،000 قرعة المباريات الفردية والزوجية                                              | ديسبينا باباميتشايل 6–3، 6–3                                | بربارة غاتيكا                             | كارولينا ألفيس ماغدلينا بانتوشكوفا    | ألكساندرا بوسبيلوفا سيمونا هاينوفا أدريانا سوسنوفسشي جوليا ستاماتوفا        |
| 28 أغسطس | أنطاليا، تركيا ملعب ترابي $15،000 قرعة المباريات الفردية والزوجية                                              | ألكساندرا بوسبيلوفا أدريانا سوسنوفسشي 7–6(7–2)، 7–5         | لارا إسكورايزا بربارة غاتيكا              | كارولينا ألفيس ماغدلينا بانتوشكوفا    | ألكساندرا بوسبيلوفا سيمونا هاينوفا أدريانا سوسنوفسشي جوليا ستاماتوفا        |

### سبتمبر
| الأسبوع   | البطولة | الفائزات                                                   | الوصيفات                                   | المتأهلات لنصف النهائي                    | المتأهلات لربع النهائي                                                        |
| --------- | --- | ---------------------------------------------------------- | ------------------------------------------ | ----------------------------------------- | ----------------------------------------------------------------------------- |
| 4 سبتمبر  | كأس Allianz صوفيا، بلغاريا ملعب ترابي $25،000 قرعة المباريات الفردية والزوجية                                   | فيكتوريا توموفا 7–6(9–7)، 4–6، 6–3                         | جيسيكا بييري                               | رالوكا جورجيانا شربان تشالا بويوكاكاتشاي  | أوانا جورجيتا سيميون جاكلين كريستيان فيكتوريا كامينسكايا إيلينا غابرييلا روس  |
| 4 سبتمبر  | كأس Allianz صوفيا، بلغاريا ملعب ترابي $25،000 قرعة المباريات الفردية والزوجية                                   | جاكلين كريستيان أناستاسيا كوماردينا 6–3، 6–0               | فالنتيني جراماتيكوبولو إيلينا غابرييلا روس | رالوكا جورجيانا شربان تشالا بويوكاكاتشاي  | أوانا جورجيتا سيميون جاكلين كريستيان فيكتوريا كامينسكايا إيلينا غابرييلا روس  |
| 4 سبتمبر  | بالاتونبوجلار، المجر ملعب ترابي $25،000 قرعة المباريات الفردية والزوجية                                         | بولونا هيركوج 6–1، 6–2                                     | غريتا أرن                                  | إرينا براء تينا لوكاس                     | إيرينا خروماتشيفا كريستينا شميدلوفا تيريزا مردجا آنا بوندار                   |
| 4 سبتمبر  | بالاتونبوجلار، المجر ملعب ترابي $25،000 قرعة المباريات الفردية والزوجية                                         | إيرينا خروماتشيفا ديانا مارسنكفيتشا 6–4، 6–3               | أغنيس بوكاتا فيفيان يوهاسوفا               | إرينا براء تينا لوكاس                     | إيرينا خروماتشيفا كريستينا شميدلوفا تيريزا مردجا آنا بوندار                   |
| 4 سبتمبر  | براغ، جمهورية التشيك ملعب ترابي $15،000 قرعة المباريات الفردية والزوجية                                         | أليس راميه 6–4، 5–4، انسحاب                                | ماغالي كيمبن                               | ميريام كولودجييوفا يوليا ليسا             | تمارا تشروفيتش تيريزا بروتشازكوفا يوهانا ماركوفا أنستاسيا ديتسيك              |
| 4 سبتمبر  | براغ، جمهورية التشيك ملعب ترابي $15،000 قرعة المباريات الفردية والزوجية                                         | كريستينا هرابالوفا نيكولا تومانوڤا 6–1، 6–3                | أنستاسيا ديتسيك يوهانا ماركوفا             | ميريام كولودجييوفا يوليا ليسا             | تمارا تشروفيتش تيريزا بروتشازكوفا يوهانا ماركوفا أنستاسيا ديتسيك              |
| 4 سبتمبر  | القاهرة، مصر ملعب ترابي $15،000 قرعة المباريات الفردية والزوجية                                                 | نوريا باريزاس دياز 6–4، 6–1                                | فيكتوريا كان                               | آنا أورك كلوديا فرانتزي                   | تيريزا ميهاليكوفا نعومي توتكا ياسمين جيباوي لميس الحسين عبد العزيز            |
| 4 سبتمبر  | القاهرة، مصر ملعب ترابي $15،000 قرعة المباريات الفردية والزوجية                                                 | فيكتوريا كان ماريا زوتوفا 6–2، 6–0                         | فيديريكا جو غارديللا إينا كوفينجر          | آنا أورك كلوديا فرانتزي                   | تيريزا ميهاليكوفا نعومي توتكا ياسمين جيباوي لميس الحسين عبد العزيز            |
| 4 سبتمبر  | بادنويلر، ألمانيا ملعب ترابي $15،000 قرعة المباريات الفردية والزوجية                                            | كاتارينا كيرلاخ 6–4، 2–6، 6–4                              | بريسيلا هايزي                              | لونا ميرز نينا اليباليك                   | مينا هودزيتش ارينا غابريلا فاسيليسو كاتارينا هيرينج نفيسة بيربيروفيتش         |
| 4 سبتمبر  | بادنويلر، ألمانيا ملعب ترابي $15،000 قرعة المباريات الفردية والزوجية                                            | شانتال سوفانت ارينا غابريلا فاسيليسو 4–6، 7–6(7–3)، [10–7] | ليزا-ماري ماتشكه أنيت مونوزوفا             | لونا ميرز نينا اليباليك                   | مينا هودزيتش ارينا غابريلا فاسيليسو كاتارينا هيرينج نفيسة بيربيروفيتش         |
| 4 سبتمبر  | ترييستي، إيطاليا ملعب ترابي $15،000 قرعة المباريات الفردية والزوجية                                             | مارتينا كارغارو 2–6، 6–1، 6–2                              | فيديريكا دي سارا                           | باولا أورمايتشيا لوكريتسيا ستيفانيني      | كاميلا سكالا كلوديا جيوفين آنا بيشكيتش بويانا مارينكوفيتش                     |
| 4 سبتمبر  | ترييستي، إيطاليا ملعب ترابي $15،000 قرعة المباريات الفردية والزوجية                                             | مارتينا كارغارو باولا أورمايتشيا' 5–7، 7–5، [10–1]         | أليس بالدوتشي كاميلا سكالا                 | باولا أورمايتشيا لوكريتسيا ستيفانيني      | كاميلا سكالا كلوديا جيوفين آنا بيشكيتش بويانا مارينكوفيتش                     |
| 4 سبتمبر  | كيوتو، اليابان ملعب صلب (indoor) $15،000 قرعة المباريات الفردية والزوجية                                        | كاتي دان 2–6، 6–7(2–7)                                     | ميتشيكا أوزيكي                             | جوليا جاتو مونتيكوني هاروكا كاجي          | هيماري ساتو كاجسا رينالدو بيرسون لورين ألبانيز ماي ياماغوتشي                  |
| 4 سبتمبر  | كيوتو، اليابان ملعب صلب (indoor) $15،000 قرعة المباريات الفردية والزوجية                                        | أكاري إينووي ميتشيكا أوزيكي 6–4، 3–6، [8–10]               | أياكا أوكونو كاجسا رينالدو بيرسون          | جوليا جاتو مونتيكوني هاروكا كاجي          | هيماري ساتو كاجسا رينالدو بيرسون لورين ألبانيز ماي ياماغوتشي                  |
| 4 سبتمبر  | يونغول، كوريا الجنوبية ملعب صلب 15،000 دولار قرعة المباريات الفردية والزوجية                                    | كيم دا بين 6–7(10–12)، 6–4، 3–6                            | كيم نا ري                                  | لي بي تشي هونج سيونغ يون                  | لي يا هسوان أليسيا بارنيت شو تشينغ ون لي سو را                                |
| 4 سبتمبر  | يونغول، كوريا الجنوبية ملعب صلب 15،000 دولار قرعة المباريات الفردية والزوجية                                    | كيم نا ري لي بي تشي 1–6، 5–7                               | كيم دا بين لي سو را                        | لي بي تشي هونج سيونغ يون                  | لي يا هسوان أليسيا بارنيت شو تشينغ ون لي سو را                                |
| 4 سبتمبر  | الحمامات، تونس ملعب ترابي $15،000 قرعة المباريات الفردية والزوجية                                               | إميلي آرباثنوت 3–6، 7–5، 6–4                               | فرانسيسكا جونز                             | ماريانا درازيتش ميليني هاليماي            | ريبيكا إهن فيكتوريا بوثيو إينيس مورتا مانو أركانجيولي                         |
| 4 سبتمبر  | الحمامات، تونس ملعب ترابي $15،000 قرعة المباريات الفردية والزوجية                                               | إيناس إيبو إيزابيلا تشيركيز زادي 6–1، 6–4                  | فيكتوريا بوثيو ماريا فرنندا هيرازو         | ماريانا درازيتش ميليني هاليماي            | ريبيكا إهن فيكتوريا بوثيو إينيس مورتا مانو أركانجيولي                         |
| 4 سبتمبر  | أنطاليا، تركيا ملعب ترابي $15،000 قرعة المباريات الفردية والزوجية                                               | ديسبينا باباميتشايل 6–1، 6–4                               | كارولينا ألفيس                             | داريا نازاركينا فاني أوستلوند             | فيتاليا ستامات أدريانا سوسنوفسكي باربرا جاتيكا ألكسندرا بوسبيلوفا             |
| 4 سبتمبر  | أنطاليا، تركيا ملعب ترابي $15،000 قرعة المباريات الفردية والزوجية                                               | فاني أوستلوند جاسمينا تينجيتش 6–1، 6–2                     | آنا ياكوفليفا جيولنارا نازاروفا            | داريا نازاركينا فاني أوستلوند             | فيتاليا ستامات أدريانا سوسنوفسكي باربرا جاتيكا ألكسندرا بوسبيلوفا             |
| 11 سبتمبر | إنجي أوبن دي بياريتز بياريتز، فرنسا ملعب ترابي $80،000 فردي – زوجي                                              | ميهايلا بوزارنيسكو 4–6، 3–6                                | باتي شنايدر                                | جيل تيخمان مارتينا تريفيسان               | فيكتوريا كامنسكايا بولونا هيركوج تشالا بويوكاكاتشاي إرينا براء                |
| 11 سبتمبر | إنجي أوبن دي بياريتز بياريتز، فرنسا ملعب ترابي $80،000 فردي – زوجي                                              | إرينا براء ميهايلا بوزارنيسكو 3–6، 1–6                     | كريستينا بوكشا إيزابيل والاس               | جيل تيخمان مارتينا تريفيسان               | فيكتوريا كامنسكايا بولونا هيركوج تشالا بويوكاكاتشاي إرينا براء                |
| 11 سبتمبر | ريد روك برو أوبن لاس فيغاس، الولايات المتحدة ملعب صلب $60،000 فردي – زوجي                                       | سيسيل كاراتانتشيفا 6–4، 6–4، 5–7                           | إليتسا كوستوفا                             | ريناتا زارازوا آنا كارولينا شميدلوفا      | لويزا تشيريكو بولا بادوسا جيبيرت إيفانا جوروفيتش ماريا ماتيس                  |
| 11 سبتمبر | ريد روك برو أوبن لاس فيغاس، الولايات المتحدة ملعب صلب $60،000 فردي – زوجي                                       | أن صوفي ميستاتش لورا روبسون 6–7(7–9)، 6–7(2–7)             | صوفي تشانغ ألكسندرا مولر                   | ريناتا زارازوا آنا كارولينا شميدلوفا      | لويزا تشيريكو بولا بادوسا جيبيرت إيفانا جوروفيتش ماريا ماتيس                  |
| 11 سبتمبر | غوييانغ، الصين ملعب صلب $25،000 قرعة المباريات الفردية والزوجية                                                 | ليدزيا ماروزافا 6–2، 6–4                                   | سابينا شاريبوفا                            | برناردا بيرا وي جانلان                    | تشانغ كيلين ليو فانجزو تشانغ يوكسوان سون شو ليو                               |
| 11 سبتمبر | غوييانغ، الصين ملعب صلب $25،000 قرعة المباريات الفردية والزوجية                                                 | ليدزيا ماروزافا سابينا شاريبوفا 6–2، 6–3                   | جيانغ شينيو تانغ تشيان هوي                 | برناردا بيرا وي جانلان                    | تشانغ كيلين ليو فانجزو تشانغ يوكسوان سون شو ليو                               |
| 11 سبتمبر | بطولة باطوم للسيدات باطوم، جورجيا ملعب صلب $25،000 قرعة المباريات الفردية والزوجية                              | نيجينا أبدوريموفا 3–6، 6–4، 6–3                            | آنا كالينسكايا                             | فيكتوريا كوزموفا نينا ستويانوفيتش         | أولغا يانتشوك بولينا ليكينا إيكاترينا كازيونوفا فيرونيكا كوديرميتوفا          |
| 11 سبتمبر | بطولة باطوم للسيدات باطوم، جورجيا ملعب صلب $25،000 قرعة المباريات الفردية والزوجية                              | يساليني بونافنتور فيكتوريا كوزموفا 6–1، 6–3                | تاتيا ميكادزي صوفيا شاباتافا               | فيكتوريا كوزموفا نينا ستويانوفيتش         | أولغا يانتشوك بولينا ليكينا إيكاترينا كازيونوفا فيرونيكا كوديرميتوفا          |
| 11 سبتمبر | بولا، إيطاليا ملعب ترابي $25،000 قرعة المباريات الفردية والزوجية                                                | ديبورا كيسي 7–6(7–3)، 6–3                                  | جيسيكا بيري                                | جورجيا بريشيا ماريا تيريزا تورو فلور      | أندريا غاميز ميلاني ستوك فيديريكا دي سارا مارتينا دي جوزيبي                   |
| 11 سبتمبر | بولا، إيطاليا ملعب ترابي $25،000 قرعة المباريات الفردية والزوجية                                                | أندريا غاميز ليزا بونومار 5–7، 6–2، [10–6]                 | ألين ثومين آيمت أوسكوتيغي                  | جورجيا بريشيا ماريا تيريزا تورو فلور      | أندريا غاميز ميلاني ستوك فيديريكا دي سارا مارتينا دي جوزيبي                   |
| 11 سبتمبر | ردينغ، الولايات المتحدة ملعب صلب $25،000 قرعة المباريات الفردية والزوجية                                        | روبن أندرسون 6–1، 6–4                                      | شانيل سيموندز                              | كاتي سوان جوفانا ياكشيتش                  | آنا فيسيلينوفيتش أورزولا رادفانسكا كيتلين ووريسكي كارمان كور ثاندي            |
| 11 سبتمبر | ردينغ، الولايات المتحدة ملعب صلب $25،000 قرعة المباريات الفردية والزوجية                                        | دانايكا بورثويك آنا فيسيلينوفيتش 6–3، 6–4                  | هارييت دارت ماريا سانشيز                   | كاتي سوان جوفانا ياكشيتش                  | آنا فيسيلينوفيتش أورزولا رادفانسكا كيتلين ووريسكي كارمان كور ثاندي            |
| 11 سبتمبر | بوينس آيرس، الأرجنتين ملعب ترابي $15،000 قرعة المباريات الفردية والزوجية                                        | ماريا لورديس كارلي 2–6، 6–2، 7–6(7–5)                      | ستيفاني مارييل بيتي                        | إيفانيا مارتينيتش كاميلا جيانجريكو كامبيز | ناثالي كوراتا جولييتا لارا إستابلي إميلي أبلتون دانييلا ماكارينا لوبيز        |
| 11 سبتمبر | بوينس آيرس، الأرجنتين ملعب ترابي $15،000 قرعة المباريات الفردية والزوجية                                        | إميلي أبلتون ماريا لورديس كارلي 6–3، 6–1                   | جولييتا لارا إستابل ميلينا فيريرو          | إيفانيا مارتينيتش كاميلا جيانجريكو كامبيز | ناثالي كوراتا جولييتا لارا إستابلي إميلي أبلتون دانييلا ماكارينا لوبيز        |
| 11 سبتمبر | براغ، جمهورية التشيك ملعب ترابي $15،000 قرعة المباريات الفردية والزوجية                                         | مريم كولودجيجوفا 6–2، 5–7، 6–4                             | ناستجا كولار                               | صوفيا كوفالييتس بيرنيلا مينديسوفا         | أنستاسيا ديتيوك كاترينا فانكوفا فندولا زوفينكوفا تيريزا بروتشازكوفا           |
| 11 سبتمبر | براغ، جمهورية التشيك ملعب ترابي $15،000 قرعة المباريات الفردية والزوجية                                         | أنستاسيا ديتيوك جوانا ماركوفا 6–2، 6–2                     | ناديا كولب ناتالي بروسي                    | صوفيا كوفالييتس بيرنيلا مينديسوفا         | أنستاسيا ديتيوك كاترينا فانكوفا فندولا زوفينكوفا تيريزا بروتشازكوفا           |
| 11 سبتمبر | القاهرة، مصر ملعب ترابي $15،000 قرعة المباريات الفردية والزوجية                                                 | فيكتوريا كان 7–5، 6–3                                      | نوريا باريزاس دياز                         | أنجليك سفينوس مارتينا كولميجنا            | نعومي توتكا أنستاسيا سوخوتينا علا أبو ذكري إيما ليني                          |
| 11 سبتمبر | القاهرة، مصر ملعب ترابي $15،000 قرعة المباريات الفردية والزوجية                                                 | فيكتوريا كان ماريا زوتوفا 6–3، 6–3                         | أكيكو أوكودا كيلي ويليفورد                 | أنجليك سفينوس مارتينا كولميجنا            | نعومي توتكا أنستاسيا سوخوتينا علا أبو ذكري إيما ليني                          |
| 11 سبتمبر | سيكشفهيرفار، المجر ملعب ترابي $15،000 قرعة المباريات الفردية والزوجية                                           | بانا أودفاردي 7–5، 6–3                                     | ريكا لوكا جاني                             | أناستاسيا فيدوريشين آنا بوندار            | لورا-ايونا أندري لوكا ناجيمهيلي إيفا بريموراك غابرييلا دوكا                   |
| 11 سبتمبر | سيكشفهيرفار، المجر ملعب ترابي $15،000 قرعة المباريات الفردية والزوجية                                           | لورا-ايونا أندري إيلينا بوغدان 1–6، 6–2، [10–7]            | ريكا لوكا جاني بانا أودفاردي               | أناستاسيا فيدوريشين آنا بوندار            | لورا-ايونا أندري لوكا ناجيمهيلي إيفا بريموراك غابرييلا دوكا                   |
| 11 سبتمبر | هواهين، تايلاند ملعب صلب $15،000 قرعة المباريات الفردية والزوجية                                                | روتوجا بسالي 6–4، 2–6، 7–5                                 | لي هوا-تشن                                 | تشان تشين وي لولو سون                     | ناتاليجا كوستيتش واتشول ساواسدي ساي سامهيثا تشامارثي يو ميزهوما               |
| 11 سبتمبر | هواهين، تايلاند ملعب صلب $15،000 قرعة المباريات الفردية والزوجية                                                | زيل ديساي برانجالا يادلابالي 6–2، 7–5                      | روتوجا بسالي ألكسندرا والترز               | تشان تشين وي لولو سون                     | ناتاليجا كوستيتش واتشول ساواسدي ساي سامهيثا تشامارثي يو ميزهوما               |
| 11 سبتمبر | الحمامات، تونس ملعب ترابي $15،000 قرعة المباريات الفردية والزوجية                                               | إيناس إيبو 3–6، 7–6(7–4)، 6–0                              | فارفارا غراتشيفا                           | إينيس مورتا فرانسيسكا جونز                | أوليمب لانسلو غوادالوبي بيريز روجاس ماريا فرنندا هيرازو فيكتوريا بوثيو        |
| 11 سبتمبر | الحمامات، تونس ملعب ترابي $15،000 قرعة المباريات الفردية والزوجية                                               | فيكتوريا بوثيو ماريا فرنندا هيرازو 6–4، 6–3                | لارا سالدن تشيلسي فانهاوت                  | إينيس مورتا فرانسيسكا جونز                | أوليمب لانسلو غوادالوبي بيريز روجاس ماريا فرنندا هيرازو فيكتوريا بوثيو        |
| 11 سبتمبر | أنطاليا، تركيا ملعب ترابي $15،000 قرعة المباريات الفردية والزوجية                                               | ديسبينا باباميتشايل 3–6، 6–2، 7–6(8–6)                     | رالوكا جورجيانا شيربان                     | كارولينا ألفيس باربارا غاتيكا             | داريا نازاركينا جوليا ستاماتوفا أدريانا سوسنوفسكي داشا إيفانوفا               |
| 11 سبتمبر | أنطاليا، تركيا ملعب ترابي $15،000 قرعة المباريات الفردية والزوجية                                               | لارا إيسكاوريزا باربارا غاتيكا 7–5، 6–4                    | سوزان لامنز إريكا فاجلسانج                 | كارولينا ألفيس باربارا غاتيكا             | داريا نازاركينا جوليا ستاماتوفا أدريانا سوسنوفسكي داشا إيفانوفا               |
| 18 سبتمبر | Abierto Tampico تامبيكو، المكسيك ملعب صلب $100٬000+H Singles – Doubles                                          | إيرينا فالكوني 7–5، 6–7(3–7)، 6–1                          | لويزا تشيريكو                              | جينيفر برادي أليونا بولسوفا زادوينوف      | جوليانا أولموس Victoria Rodríguez أوسوي مايتان أركونادا كاتي بولتر            |
| 18 سبتمبر | Abierto Tampico تامبيكو، المكسيك ملعب صلب $100٬000+H Singles – Doubles                                          | كارولين دولهايد ماريا إيروغيين 6–4، 6–4                    | كايتلين كريستيان جوليانا أولموس            | جينيفر برادي أليونا بولسوفا زادوينوف      | جوليانا أولموس Victoria Rodríguez أوسوي مايتان أركونادا كاتي بولتر            |
| 18 سبتمبر | Neva Cup سانت بطرسبرغ، روسيا ملعب صلب (indoor) $100٬000 Singles – Doubles                                       | بيلندا بنشيتش 6–2، 6–3                                     | دايانا يستريمسكا                           | دونا فيكك أنهيلينا كالينينا               | فاليريا سافينيخ أرينا سابالينكا يساليني بونافنتور فالنتيني جراماتيكوبولو      |
| 18 سبتمبر | Neva Cup سانت بطرسبرغ، روسيا ملعب صلب (indoor) $100٬000 Singles – Doubles                                       | آنا بلينكوفا فيرونيكا كوديرميتوفا 6–3، 6–1                 | بيلندا بنشيتش ميكايلا أونتشوفا             | دونا فيكك أنهيلينا كالينينا               | فاليريا سافينيخ أرينا سابالينكا يساليني بونافنتور فالنتيني جراماتيكوبولو      |
| 18 سبتمبر | Coleman Vision Tennis Championships Albuquerque، الولايات المتحدة ملعب صلب $80٬000 Singles – Doubles            | أمينة بكتاس 6–4، 6–2                                       | Maria Sanchez                              | سوفي تشانغ شيرازاد ريكس                   | ساناز ماراند يوهاننا ياكشيك تارا مور سيسيل كاراتانتشيفا                       |
| 18 سبتمبر | Coleman Vision Tennis Championships Albuquerque، الولايات المتحدة ملعب صلب $80٬000 Singles – Doubles            | تارا مور كوني بيرين 6–3، 6–3                               | فيكتوريا غولوبيتش أمرا ساديكوفيتش          | سوفي تشانغ شيرازاد ريكس                   | ساناز ماراند يوهاننا ياكشيك تارا مور سيسيل كاراتانتشيفا                       |
| 18 سبتمبر | بطولة إيميرود سولير سان مالو سان مالو، فرنسا ملعب ترابي $60،000+H فردي – زوجي                                   | بولونا هيركوج 6–3، 6–3                                     | ديانا مارسنكفيتشا                          | ألكسندرا كادانتو فالنتينا إيفاخنينكو      | ميهايلا بوزارنيسكو دانييلا سيغيل تشالا بويوكاكاتشاي كيمبرلي زيمرمان           |
| 18 سبتمبر | بطولة إيميرود سولير سان مالو سان مالو، فرنسا ملعب ترابي $60،000+H فردي – زوجي                                   | ديانا مارسنكفيتشا دانييلا سيغيل 6–3، 6–3                   | إرينا براء ميهايلا بوزارنيسكو              | ألكسندرا كادانتو فالنتينا إيفاخنينكو      | ميهايلا بوزارنيسكو دانييلا سيغيل تشالا بويوكاكاتشاي كيمبرلي زيمرمان           |
| 18 سبتمبر | بنريث، أستراليا ملعب صلب $25،000 قرعة المباريات الفردية والزوجية                                                | أوليفيا روجوفسكا 6–2، 6–4                                  | كيمبرلي بيريل                              | آسيا محمد لورين ألبانيز                   | جوليا واشاتسك زوي هايفز جايمي فورليس تشيهيرو موراماتسو                        |
| 18 سبتمبر | بنريث، أستراليا ملعب صلب $25،000 قرعة المباريات الفردية والزوجية                                                | نايكثا بينز أبيغيل تيري-أبيساه 6–0، 7–5                    | تامي باترسون أوليفيا روجوفسكا              | آسيا محمد لورين ألبانيز                   | جوليا واشاتسك زوي هايفز جايمي فورليس تشيهيرو موراماتسو                        |
| 18 سبتمبر | بولا، إيطاليا ملعب ترابي $25،000 قرعة المباريات الفردية والزوجية                                                | أندريا غاميز 5–7، 7–5، 6–2                                 | تيريزا مردجا                               | كاثينكا فون ديكمان مارتينا دي جوزيبي      | جيسيكا بيري إلين بويكينس مارتينا كارغارو جورجيا بريشيا                        |
| 18 سبتمبر | بولا، إيطاليا ملعب ترابي $25،000 قرعة المباريات الفردية والزوجية                                                | كلوديا جيوفين أناستازيا جريمالسكا 3–6، 7–5، [10–4]         | مارتينا كارغارو مارتينا دي جوزيبي          | كاثينكا فون ديكمان مارتينا دي جوزيبي      | جيسيكا بيري إلين بويكينس مارتينا كارغارو جورجيا بريشيا                        |
| 18 سبتمبر | الكأس الملكية NLB Montenegro بودغوريتسا، مونتينيغرو ملعب ترابي $25،000 قرعة المباريات الفردية والزوجية          | مارينا ميلنيكوفا 6–2، 6–0                                  | جيسيكا ماليكوفا                            | بترا كرجسوفا ديانا رادانوفيتش             | تمارا زيدانسيك أغنيس بوكته جوليا جاتو مونتيكوني مونيكا كيلناروفا              |
| 18 سبتمبر | الكأس الملكية NLB Montenegro بودغوريتسا، مونتينيغرو ملعب ترابي $25،000 قرعة المباريات الفردية والزوجية          | بترا كرجسوفا جيسيكا ماليكوفا 6–2، 6–3                      | تيريزا ميهاليكوفا شانتال شكاملوفا          | بترا كرجسوفا ديانا رادانوفيتش             | تمارا زيدانسيك أغنيس بوكته جوليا جاتو مونتيكوني مونيكا كيلناروفا              |
| 18 سبتمبر | Lubbock، الولايات المتحدة ملعب صلب $25،000 قرعة المباريات الفردية والزوجية                                      | أليسا كليبانوفا 6–0، 6–2                                   | فيكتوريا دوفال                             | هارييت دارت غابرييل سميث                  | هسو تشيه يو هانا تشانغ رشيدة مكادو روبن أندرسون                               |
| 18 سبتمبر | Lubbock، الولايات المتحدة ملعب صلب $25،000 قرعة المباريات الفردية والزوجية                                      | فيكتوريا دوفال أليسا كليبانوفا 2–6، 6–4، [10–8]            | كارمان كور ثاندي آنا فيسيلينوفيتش          | هارييت دارت غابرييل سميث                  | هسو تشيه يو هانا تشانغ رشيدة مكادو روبن أندرسون                               |
| 18 سبتمبر | فارنا (بلغاريا) ملعب ترابي $15،000 قرعة المباريات الفردية والزوجية                                              | ميريام بيانكا بولغارو 6–0، 7–6(7–5)                        | كريستينا آدامسكو                           | غابرييلا نيكول تاتاروش يوانا غاسبار       | هوليا إيسن ميكايلا بويف آني فانغيلوفا ديا إفتيموفا                            |
| 18 سبتمبر | فارنا (بلغاريا) ملعب ترابي $15،000 قرعة المباريات الفردية والزوجية                                              | ميكايلا بويف ديا إفتيموفا 2–6، 7–6(7–5)، [10–3]            | مايا لومسدن جوليا ستاماتوفا                | غابرييلا نيكول تاتاروش يوانا غاسبار       | هوليا إيسن ميكايلا بويف آني فانغيلوفا ديا إفتيموفا                            |
| 18 سبتمبر | شرم الشيخ، مصر ملعب صلب $15،000 قرعة المباريات الفردية والزوجية                                                 | لي بي-تشي 7–6(7–3)، 6–3                                    | مغالي كيمبين                               | بريت غويكنز إميلي فرانكاتي                | آنا بيانكا ميهايلا جودي آنا بوراج ميلاني كلافنير كارولين روميو                |
| 18 سبتمبر | شرم الشيخ، مصر ملعب صلب $15،000 قرعة المباريات الفردية والزوجية                                                 | تشن بي-هسوان وو فانغ-هسين 7–6(8–6)، 3–6، [11–9]            | هسيه يو-تينغ لي بي-تشي                     | بريت غويكنز إميلي فرانكاتي                | آنا بيانكا ميهايلا جودي آنا بوراج ميلاني كلافنير كارولين روميو                |
| 18 سبتمبر | شيمكنت، كازاخستان ملعب ترابي $15،000 قرعة المباريات الفردية والزوجية                                            | داريا لوديكوفا 7–6(7–5)، 3–6، 3–6                          | داريا كروزهكوفا                            | ألبينا خابيبولينا كسينيا ألكان            | نونا كورغينيان أوليانا أيزاتولينا فلادا كوفال بولينا باخموكتينا               |
| 18 سبتمبر | شيمكنت، كازاخستان ملعب ترابي $15،000 قرعة المباريات الفردية والزوجية                                            | ماريانا درازتش كسينيا ألكان 5–7، 6–3، [8–10]               | داريا ديتكوفسكايا جيبيك كولامباييفا        | ألبينا خابيبولينا كسينيا ألكان            | نونا كورغينيان أوليانا أيزاتولينا فلادا كوفال بولينا باخموكتينا               |
| 18 سبتمبر | مدريد، إسبانيا ملعب صلب $15،000 قرعة المباريات الفردية والزوجية                                                 | نوريا باريزاس دياز 4–6، 6–4، 2–6                           | ريبيكا ماساروفا                            | شارلوت رومر مارينا باسولس ريبييرا         | أماندين كازو جولي جيرفيه روثيو دي لا تور سانشيز تيس سونيو                     |
| 18 سبتمبر | مدريد، إسبانيا ملعب صلب $15،000 قرعة المباريات الفردية والزوجية                                                 | أليسيا بارنيت أوليفيا نيكولز 1–6، 2–6                      | مارينا باسولس ريبييرا جوليا بايولا         | شارلوت رومر مارينا باسولس ريبييرا         | أماندين كازو جولي جيرفيه روثيو دي لا تور سانشيز تيس سونيو                     |
| 18 سبتمبر | هوا هين، تايلاند ملعب صلب $15،000 قرعة المباريات الفردية والزوجية                                               | لي هوا تشين 2–6، 2–6                                       | تامارين هندلر                              | نودنيدا لوانجنام رين جياتشي               | جوليا غلوشكو وانغ شي يو روتوجا بسالي كانغ جياتشي                              |
| 18 سبتمبر | هوا هين، تايلاند ملعب صلب $15،000 قرعة المباريات الفردية والزوجية                                               | ني ما زوهما يو مي زوهما 4–6، 3–6                           | ناتاليجا كوستيتش وانغ شي يو                | نودنيدا لوانجنام رين جياتشي               | جوليا غلوشكو وانغ شي يو روتوجا بسالي كانغ جياتشي                              |
| 18 سبتمبر | الحمامات، تونس ملعب ترابي $15،000 قرعة المباريات الفردية والزوجية                                               | ماريا فرناندو هيرازو 1–6، 7–5، 6–2                         | إيرينا فيتيكاو                             | إيزابيلا شنيكوفا نورا نيدمرز              | ماريا جواو كوهلر مارينا يودانوف إيناس إيبو إيما ليني                          |
| 18 سبتمبر | الحمامات، تونس ملعب ترابي $15،000 قرعة المباريات الفردية والزوجية                                               | ميا إكلوند إيمي تشو 6–1، 6–4                               | فاسيليسا أبوناسينكو بيا تريس لومباردو      | إيزابيلا شنيكوفا نورا نيدمرز              | ماريا جواو كوهلر مارينا يودانوف إيناس إيبو إيما ليني                          |
| 18 سبتمبر | أنطاليا، تركيا ملعب ترابي $15،000 قرعة المباريات الفردية والزوجية نسخة محفوظة 2018-04-29 على موقع واي باك مشين. | فاني أوستلوند 6–3، 6–1                                     | أمينة أنشبى                                | كلارا تاوسون باربرا غاتيكا                | تايسيا مورديرغر سوزان لامنس داشا إيفانوفا إدواردا بياي                        |
| 18 سبتمبر | أنطاليا، تركيا ملعب ترابي $15،000 قرعة المباريات الفردية والزوجية نسخة محفوظة 2018-04-29 على موقع واي باك مشين. | أدريانا سوسنوفشي فيتالية ستامات 6–3، 5–7، [10–8]           | أندريا غيتيسكو ميليس سيزر                  | كلارا تاوسون باربرا غاتيكا                | تايسيا مورديرغر سوزان لامنس داشا إيفانوفا إدواردا بياي                        |
| 18 سبتمبر | بوتشا، أوكرانيا ملعب ترابي $15،000 قرعة المباريات الفردية والزوجية                                              | مارتينا كولمينا 6–3، 6–4                                   | يوليا ليسا                                 | أناستاسيا شوشينا ميشيلي ألكساندرا زماو    | ناديا كولب إيزابيلا غابرييلا نوفاك فيرونيكا كابشاي مارينا تشيرنيشوفا          |
| 18 سبتمبر | بوتشا، أوكرانيا ملعب ترابي $15،000 قرعة المباريات الفردية والزوجية                                              | مارتينا كولمينا ميشيلي ألكساندرا زماو 6–4، 6–3             | مارينا تشيرنيشوفا كاتارينا سليوسار         | أناستاسيا شوشينا ميشيلي ألكساندرا زماو    | ناديا كولب إيزابيلا غابرييلا نوفاك فيرونيكا كابشاي مارينا تشيرنيشوفا          |
| 25 سبتمبر | سنترال كوست برو تنس أوبن تمبلتون، الولايات المتحدة ملعب صلب $60،000 فردي - زوجي                                 | ساتشيا فيكري 1–6، 2–6                                      | جيمي لوب                                   | فيكتوريا غولوبيتش تايلور تاونسند          | ماريا سانشيز مارينا إراكوفيتش لورا روبسون إليتسا كوستوفا                      |
| 25 سبتمبر | سنترال كوست برو تنس أوبن تمبلتون، الولايات المتحدة ملعب صلب $60،000 فردي - زوجي                                 | كايتلين كريستيان جوليانا أولموس 5–7، 3–6                   | فيكتوريا غولوبيتش أمرا ساديكوفيتش          | فيكتوريا غولوبيتش تايلور تاونسند          | ماريا سانشيز مارينا إراكوفيتش لورا روبسون إليتسا كوستوفا                      |
| 25 سبتمبر | بريزبان، أستراليا ملعب صلب $25،000 قرعة المباريات الفردية والزوجية                                              | كيمبرلي بيريل 4–6، 3–6، 2–6                                | آسيا محمد                                  | سارة توميك أوليفيا روجوفسكا               | أوليفيا تجاندراموليا ستورم ساندرز جيمي فورليس زوي هايفز                       |
| 25 سبتمبر | بريزبان، أستراليا ملعب صلب $25،000 قرعة المباريات الفردية والزوجية                                              | نايكثا بينز أبيجيل تيري-أبيسا 4–6، 1–6                     | جنيفر إيلي إريكا سما                       | سارة توميك أوليفيا روجوفسكا               | أوليفيا تجاندراموليا ستورم ساندرز جيمي فورليس زوي هايفز                       |
| 25 سبتمبر | كليرمون فيران، فرنسا ملعب صلب (داخلي) $25،000 قرعة المباريات الفردية والزوجية                                   | فيرا لابكو 6–4، 6–4                                        | بيبيان ويجيرس                              | مانو أركانجيولي بيلندا بنشيتش             | إلكزان لوشيميا ديانا مارسنكفيتشا جيسيكا بوشيه دلما جالفي                      |
| 25 سبتمبر | كليرمون فيران، فرنسا ملعب صلب (داخلي) $25،000 قرعة المباريات الفردية والزوجية                                   | فيرا لابكو كورنيليا ليستر 6–4، 6–3                         | سارة بيث غري أوليفيا نيكولز                | مانو أركانجيولي بيلندا بنشيتش             | إلكزان لوشيميا ديانا مارسنكفيتشا جيسيكا بوشيه دلما جالفي                      |
| 25 سبتمبر | بولا، إيطاليا ملعب ترابي $25،000 قرعة المباريات الفردية والزوجية                                                | تمارا زيدانسيك 7–6(7–4)، 7–5                               | تيريزا مردجا                               | بولونا هيركوج كاتالينا بيلا               | أماندا كاريراس ديانا رادانوفيتش كاثينكا فون ديكمان مارتينا دي جوزيبي          |
| 25 سبتمبر | بولا، إيطاليا ملعب ترابي $25،000 قرعة المباريات الفردية والزوجية                                                | كلوديا جيوفين تيريزا مردجا 6–3، 6–1                        | غابرييلا سي كاتالينا بيلا                  | بولونا هيركوج كاتالينا بيلا               | أماندا كاريراس ديانا رادانوفيتش كاثينكا فون ديكمان مارتينا دي جوزيبي          |
| 25 سبتمبر | هواهين، تايلاند ملعب صلب $25،000 قرعة المباريات الفردية والزوجية                                                | أرانتشا روس 6–1، 6–3                                       | جاكلين كاكو                                | تامارين هندلر برانجالا يادلابالي          | بينجتارن بليبويتش يوان يوي بيمرا أوزجن جوليا غلوشكو                           |
| 25 سبتمبر | هواهين، تايلاند ملعب صلب $25،000 قرعة المباريات الفردية والزوجية                                                | كيم نا ري أناستازيا بيفوفاروفا 6–4، 6–2                    | ناتاليا كوستيتش ميشيكا أوزيكي              | تامارين هندلر برانجالا يادلابالي          | بينجتارن بليبويتش يوان يوي بيمرا أوزجن جوليا غلوشكو                           |
| 25 سبتمبر | ستيلووتر، الولايات المتحدة ملعب صلب $25،000 قرعة المباريات الفردية والزوجية                                     | ألكسندرا فوزنياك 7–5، 6–4                                  | ماري بوزكوفا                               | أوسوي مايتان أركونادا آنا صوفيا سانشيز    | دانيال كولينز كوني بيرين جوليا إلبابا كارمان كور ثاندي                        |
| 25 سبتمبر | ستيلووتر، الولايات المتحدة ملعب صلب $25،000 قرعة المباريات الفردية والزوجية                                     | يوڤانا جاكشيتش كيتلين ووريسكي 4–6، 6–4، [10–3]             | هارييت دارت أن صوفي ميستاتش                | أوسوي مايتان أركونادا آنا صوفيا سانشيز    | دانيال كولينز كوني بيرين جوليا إلبابا كارمان كور ثاندي                        |
| 25 سبتمبر | برنو، جمهورية التشيك ملعب ترابي $15،000 قرعة المباريات الفردية والزوجية                                         | ديانا شوموفا 6–1، 6–2                                      | يوهانا ماركوفا                             | أنيتا كلاديفوفا إيفا بريموراك             | فيندولا زوفينكوفا غابرييلا بانتوشكوفا تيريزا ميهاليكوفا نينا بوتوشنيك         |
| 25 سبتمبر | برنو، جمهورية التشيك ملعب ترابي $15،000 قرعة المباريات الفردية والزوجية                                         | جانا جابلونوفسكا ناتاليا فيجدوفا 6–4، 6–4                  | أنيتا كلاديفوفا فيندولا زوفينكوفا          | أنيتا كلاديفوفا إيفا بريموراك             | فيندولا زوفينكوفا غابرييلا بانتوشكوفا تيريزا ميهاليكوفا نينا بوتوشنيك         |
| 25 سبتمبر | شرم الشيخ، مصر ملعب صلب $15،000 قرعة المباريات الفردية والزوجية ``` wikitext                                    | ماجالي كيمبن 7–6(4–7)، 7–6(7–5)، 6–4                       | لي بي-تشي                                  | جودي آنا بوراج كانيكا فايديا              | بريت جيكنز كارولين روميو إميلي فرانكاتي باربرا بونيتش                         |
| 25 سبتمبر | شرم الشيخ، مصر ملعب صلب $15،000 قرعة المباريات الفردية والزوجية ``` wikitext                                    | تشين بي-هسوان وو فانغ-هسيين 6–0، 1–6، [10–7]               | لي بي-تشي كانيكا فايديا                    | جودي آنا بوراج كانيكا فايديا              | بريت جيكنز كارولين روميو إميلي فرانكاتي باربرا بونيتش                         |
| 25 سبتمبر | شيمكنت، كازاخستان ملعب ترابي $15،000 قرعة المباريات الفردية والزوجية                                            | بولينا باخموتكينا 3–6، 6–0، 6–4                            | أوليانا أيزاتولينا                         | مارغريتا لازاريفا جيبك كولامباييفا        | ماريانا درازيتش كسينيا ألكان فلادا كوفال نونا كورغينيان                       |
| 25 سبتمبر | شيمكنت، كازاخستان ملعب ترابي $15،000 قرعة المباريات الفردية والزوجية                                            | ماريانا درازيتش كسينيا ألكان 7–5، 6–2                      | داريا ديتكوفسكايا جيبك كولامباييفا         | مارغريتا لازاريفا جيبك كولامباييفا        | ماريانا درازيتش كسينيا ألكان فلادا كوفال نونا كورغينيان                       |
| 25 سبتمبر | جونيه، لبنان ملعب ترابي $15،000 قرعة المباريات الفردية والزوجية                                                 | كلوثيلد دي برناردي 6–0، 6–4                                | بيرفو جينجيز                               | فاني أوستلوند بويانا مارينكوفيتش          | جاكلين كاباج أواد نعومي توتكا فيكتوريا كان فاسيليسا أبوناسنكو                 |
| 25 سبتمبر | جونيه، لبنان ملعب ترابي $15،000 قرعة المباريات الفردية والزوجية                                                 | علا أبو ذكري بيرفو جينجيز 6–4، 7–5                         | جاكلين كاباج أواد فاني أوستلوند            | فاني أوستلوند بويانا مارينكوفيتش          | جاكلين كاباج أواد نعومي توتكا فيكتوريا كان فاسيليسا أبوناسنكو                 |
| 25 سبتمبر | مليلية، إسبانيا ملعب ترابي $15،000 قرعة المباريات الفردية والزوجية                                              | إيفا غيريرو ألفاريز 6–4، 6–0                               | مارينا باسولس ريبيرا                       | ديسبينا باباميتشايل باولا أرياس مانخون    | لوسيا مارزال مارتينيز أنجيلا فيتا بولودا ماريا خوسيه لوكي مورينو فيرينا ميليس |
| 25 سبتمبر | مليلية، إسبانيا ملعب ترابي $15،000 قرعة المباريات الفردية والزوجية                                              | باولا أرياس مانخون إيفا غيريرو ألفاريز 4–6، 6–4، [10–3]    | نويليا بوزو زانوتي أنجيلا فيتا بولودا      | ديسبينا باباميتشايل باولا أرياس مانخون    | لوسيا مارزال مارتينيز أنجيلا فيتا بولودا ماريا خوسيه لوكي مورينو فيرينا ميليس |
| 25 سبتمبر | الحمامات، تونس ملعب ترابي $15،000 قرعة المباريات الفردية والزوجية                                               | ماري تيمين 6–4، 6–0                                        | إيزابيلا شنيكوفا                           | مارينا يودانوف ماريا فرنندا هيرازو        | ساتسوكي تاكامورا دليلا سبيريتي غايا سانيسي ماري بينوا                         |
| 25 سبتمبر | الحمامات، تونس ملعب ترابي $15،000 قرعة المباريات الفردية والزوجية                                               | أنجيليكا موراتيلي ناتاشا بيلودو 6–4، 6–2                   | ميا إكلوند إيمي زو                         | مارينا يودانوف ماريا فرنندا هيرازو        | ساتسوكي تاكامورا دليلا سبيريتي غايا سانيسي ماري بينوا                         |
| 25 سبتمبر | أنطاليا، تركيا ملعب ترابي $15،000 قرعة المباريات الفردية والزوجية                                               | مارتا ليشنيك 6–3، 6–1                                      | أمينة أنشبا                                | باربارا غاتيكا كارولينا ألفيس             | تاييسيا مورديرجر داشا إيفانوفا ميليس سيزر جورجيا كراتشون                      |
| 25 سبتمبر | أنطاليا، تركيا ملعب ترابي $15،000 قرعة المباريات الفردية والزوجية                                               | جورجيا كراتشون أندريا غيتيسكو 6–2، 6–2                     | أمينة أنشبا ميليس سيزر                     | باربارا غاتيكا كارولينا ألفيس             | تاييسيا مورديرجر داشا إيفانوفا ميليس سيزر جورجيا كراتشون                      |
| 25 سبتمبر | كييف، أوكرانيا ملعب ترابي $15،000 قرعة المباريات الفردية والزوجية                                               | سفيتلانا بيرازينكا 6–4، 6–4                                | أولغا يانشوك                               | أناستاسيا شوشينا فلادا إكشيبروفا          | نيكا شيتكوفسكايا مارينا تشيرنيشوفا كاتيرينا سليوسار شاليمار تالبي             |
| 25 سبتمبر | كييف، أوكرانيا ملعب ترابي $15،000 قرعة المباريات الفردية والزوجية                                               | مارينا كولب نادييا كولب 6–2، 4–6، [13–11]                  | مارتينا كولميجنا ميشيل ألكسندرا زمو        | أناستاسيا شوشينا فلادا إكشيبروفا          | نيكا شيتكوفسكايا مارينا تشيرنيشوفا كاتيرينا سليوسار شاليمار تالبي             |
| 25 سبتمبر | تشارلستون، الولايات المتحدة ملعب ترابي $15،000 قرعة المباريات الفردية والزوجية                                  | ميكايلا بايرلوفا 2–6، 6–3، 6–3                             | مونتسيرات غونزاليس                         | أنستاسيا نيفيدوفا آنا توراتي              | تايسا غرانا بيدريتي إيما نافارو أماندا رودجرز لورا بيجوسي                     |
| 25 سبتمبر | تشارلستون، الولايات المتحدة ملعب ترابي $15،000 قرعة المباريات الفردية والزوجية                                  | كلوي بيك إيما نافارو 6–1، 6–4                              | كسينيا كوزنتسوفا ماريا مارتينيز مارتينيز   | أنستاسيا نيفيدوفا آنا توراتي              | تايسا غرانا بيدريتي إيما نافارو أماندا رودجرز لورا بيجوسي                     |

## الروابط الخارجية
- "10،600 لاعبة، 1135 حدثًا: جولة الاتحاد الدولي لكرة المضرب العالمية للسيدات لعام 2023 بالأرقام". الاتحاد الدولي لكرة المضرب. اطلع عليه بتاريخ 2024-01-02.
- "أجندة جولة الاتحاد الدولي لكرة المضرب العالمية للسيدات". الاتحاد الدولي لكرة المضرب. اطلع عليه بتاريخ 2024-01-02.
- الاتحاد الدولي لكرة المضرب